# Metropolitan Railway

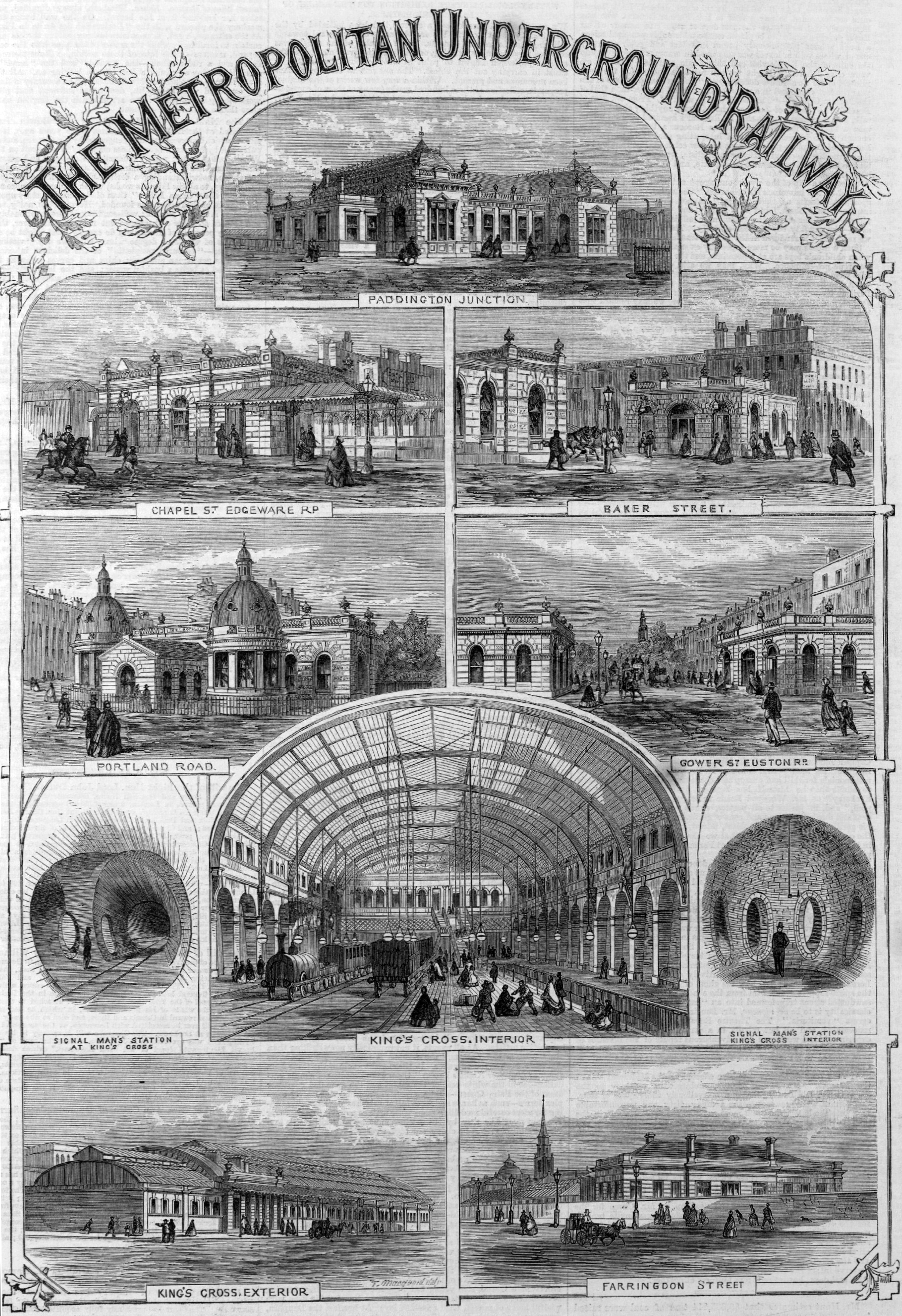
Grafische Darstellung der Stationen der Metropolitan Railway in den Illustrated London News vom Dezember 1862 (einen Monat vor der Eröffnung).

Die Metropolitan Railway, auch als Met bekannt, war eine Vorgängergesellschaft der heutigen London Underground. Sie betrieb einen ausgedehnten Personen- und Güterverkehr im Großraum der britischen Hauptstadt London. Ihre erste Strecke wurde am 10. Januar 1863 eröffnet und führte vom Bahnhof Paddington nach Farringdon in der Nähe der City of London. Es handelte sich dabei um die erste U-Bahn der Welt.
Die erste Strecke wurde an beiden Enden verlängert, woraus bis zum Jahr 1884 der Inner Circle entstand – eine zusammen mit der District Railway betriebene Ringstrecke rund um die Innenstadt, welche die meisten Kopfbahnhöfe miteinander verband. Bereits 1864 erreichte die Met Hammersmith und 1877 Richmond. Zur wichtigsten Strecke entwickelte sich ab 1869 die nordwestliche Stammstrecke ab Baker Street. Diese führte in den ländlichen Raum von Middlesex, wo sie die Entstehung mehrerer neuer Vorstädte stimulierte. Sie reichte schließlich bis Verney Junction in der Grafschaft Buckinghamshire, nordöstlich von Oxford gelegen und mehr als 80 Kilometer vom Zentrum Londons entfernt. Letztlich sollte die Met das Herzstück eines Eisenbahnnetzes werden, das von Manchester und Liverpool über London und einen Tunnel unter dem Ärmelkanal bis nach Paris reichen sollte; diese Pläne zerschlugen sich jedoch bald.
1905 führte die Met den elektrischen Betrieb ein und ersetzte die Dampflokomotiven auf dem größten Teil ihres Streckennetzes. Allerdings befuhren mit Dampflokomotiven bespannte Züge noch jahrzehntelang einzelne Abschnitte außerhalb Londons. Im Gegensatz zu anderen britischen Bahngesellschaften verfügte die Met über weitläufige Grundstücke. Aus diesem Grund entwickelten sich Grundstückserschließungen zu einem wichtigen Geschäftsfeld. Die Met vermarktete nach dem Ersten Weltkrieg die neu entstehenden Wohnsiedlungen entlang ihrer Strecken unter der Bezeichnung Metro-land und pries sie als ländlich anmutende Vorstadtidylle an. Am 1. Juli 1933 ging die Met zusammen mit den U-Bahnen der Underground Electric Railways Company of London sowie verschiedenen Straßenbahn- und Busgesellschaften im öffentlich-rechtlichen Unternehmen London Passenger Transport Board (LPTB) auf.
Heute werden frühere Strecken und Stationen der Metropolitan Railway von fünf Linien der London Underground (Metropolitan Line, Circle Line, Hammersmith & City Line, Piccadilly Line und Jubilee Line) sowie von der Bahngesellschaft Chiltern Railways genutzt.

## Geschichte

### Von Paddington in die City of London (1853–1863)

#### Ausgangslage
In der ersten Hälfte des 19. Jahrhunderts nahm die Bevölkerung Londons um das Zweieinhalbfache zu, auch das urbane Gebiet dehnte sich stark aus. Die zunehmende Entflechtung von Wohn- und Arbeitsstätten hatte zur Folge, dass immer mehr Menschen weitere Wege zurücklegen mussten. Ab Mitte der 1830er Jahre drangen Eisenbahnlinien bis an den Rand der Innenstadt vor und innerhalb eines Vierteljahrhunderts entstanden acht Kopfbahnhöfe: Im Süden London Bridge (1836), Waterloo (1848) und Victoria (1860), im Osten Shoreditch (1840) und Fenchurch Street (1841), im Norden Euston (1837) und King’s Cross (1852), im Westen Paddington (1838). Nur Fenchurch Street lag innerhalb der City of London, dem wirtschaftlichen Zentrum der Hauptstadt. Auf dem verwinkelten Straßennetz mit zum Teil engen Gassen verkehrten eine große Zahl von Fuhrwerken, Droschken und Pferdeomnibussen, die oft nur langsam vorankamen. Hinzu kamen täglich bis zu 200 000 Menschen, die sich zu Fuß in die City of London begaben.

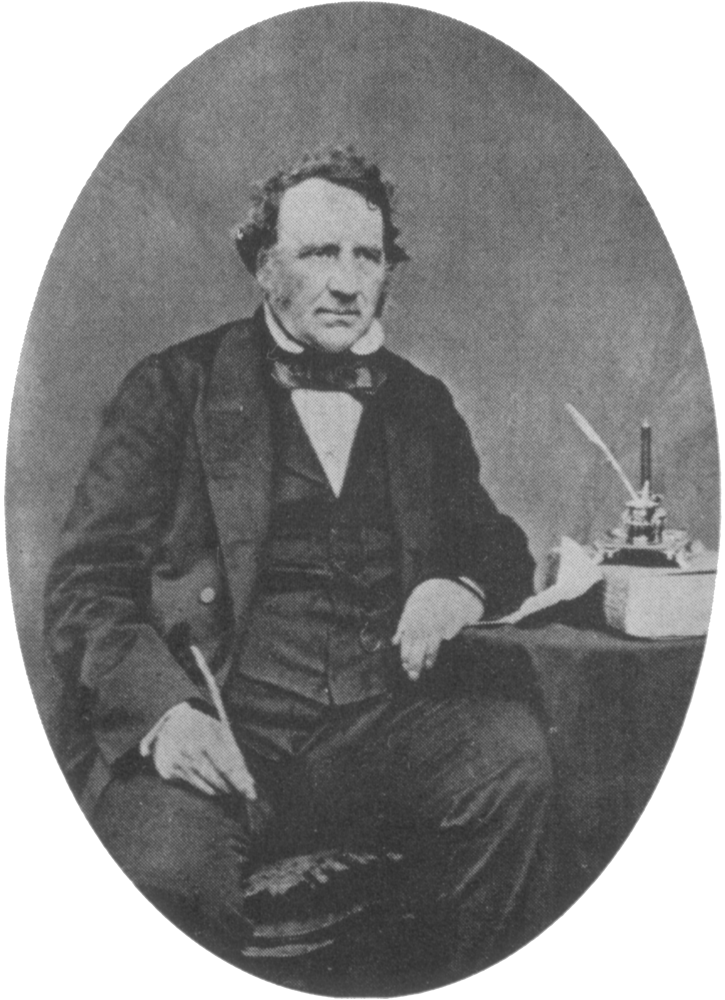
Charles Pearson

Die verstopften Straßen und die große Entfernung zu den Bahnhöfen im Norden und Westen führten zu mehreren Versuchen, die Zustimmung des Parlaments zum Bau neuer Bahnstrecken in die City zu erlangen. Beispielsweise plante Robert Stephenson 1836, die London and Birmingham Railway durch einen Tunnel zum heutigen Standort des Savoy Hotel zu verlängern. Um unausweichlich erscheinenden Protesten von Anwohnern vorzubeugen, kam eine parlamentarische Kommission 1846 zum Schluss, dass das Parlament kein Projekt bewilligen dürfe, das den Bau oberirdischer Strecken im überbauten zentralen Bereich vorsah.
Somit verblieben einzig unterirdisch verlaufende Bahnen als mögliche Lösung der Verkehrsprobleme. Ein bedeutender Förderer solcher Projekte war Charles Pearson. 1845 hatte er den Bau einer atmosphärischen Eisenbahn von der City zum Bahnhof King’s Cross vorgeschlagen, die unmittelbar unter dem Straßenniveau in einer Arkade verlaufen sollte. Die Kommission wies auch diesen Vorschlag zurück. 1852 präsentierte Pearson ein neues Projekt, den Bau eines zentralen Hauptbahnhofs für mehrere Bahngesellschaften. Dieser City Central Terminus sollte bei Farringdon auf einem Gelände entstehen, auf dem kurz zuvor ein Slum geräumt worden war. Vorgesehen war auch eine Verbindungsstrecke zwischen Farringdon und King’s Cross. Obwohl die City of London die von Pearson gegründete City Terminus Company (CTC) unterstützte, waren die Bahngesellschaften nicht interessiert. Joseph Paxton, der den Crystal Palace der ersten Weltausstellung entworfen hatte, schlug 1855 eine oberirdische atmosphärische Bahn namens Great Victorian Way vor, die auf ihrer gesamten Länge von einer gläsernen Arkade umschlossen sein würde. Die veranschlagten Kosten von 34 Millionen Pfund waren astronomisch hoch und eine Finanzierung durch öffentliche Mittel war angesichts der damaligen Laissez-faire-Haltung illusorisch. Ein ähnliches Projekt war der vom Ingenieur William Moseley vorgeschlagene Crystal Way zwischen der St Paul’s Cathedral und Oxford Circus.

#### Gründung der Metropolitan Railway
Um den Bahnhof Paddington der Great Western Railway mit King’s Cross zu verbinden, wurde die Bayswater, Paddington, and Holborn Bridge Railway Company gegründet. Zu diesem Zweck publizierte das Unternehmen im November 1852 einen Gesetzesentwurf in der London Gazette und im Januar 1853 bestimmten die Verwaltungsräte an ihrer ersten Sitzung John Fowler als Ingenieur. Charles Pearson war zwar weder Verwaltungsrat noch ein bedeutender Aktionär des Unternehmens, er nutzte aber seinen politischen Einfluss, um das Projekt nach Kräften zu fördern und dessen Finanzierung zu sichern.
Nach erfolgreichem Lobbyieren sicherte sich das Unternehmen im Sommer 1853 die parlamentarische Zustimmung und firmierte neu unter dem Namen North Metropolitan Railway (NMR). Als das Parlament den Vorschlag der CTC zurückwies, bedeutete dies, dass die NMR die City of London nicht über deren Verbindungsstrecke King’s Cross–Farringdon würde erreichen können. Mit Pearsons Billigung übernahm die NMR die CTC und reichte daraufhin im November 1853 einen neuen Entwurf ein. Im Vergleich zum ursprünglichen Projekt sollte die Strecke südwärts von Farringdon zum General Post Office verlängert und im Westen direkt mit dem Bahnhof der Great Western Railway (GWR) verbunden werden. Die NMR ersuchte auch um die Erlaubnis, Verbindungen zur London and North Western Railway (LNWR) bei Euston und zur Great Northern Railway (GNR) bei King’s Cross zu errichten – letztere mithilfe von Winden und Aufzügen. Mit der Einreichung des Gesetzesentwurfs nannte sich das Unternehmen neu Metropolitan Railway (kurz Met). Nach eingehender parlamentarischer Beratung lag die königliche Zustimmung (Royal Assent) am 7. August 1854 vor, womit das als North Metropolitan Railway Act bezeichnete Gesetz Rechtskraft erlangte.

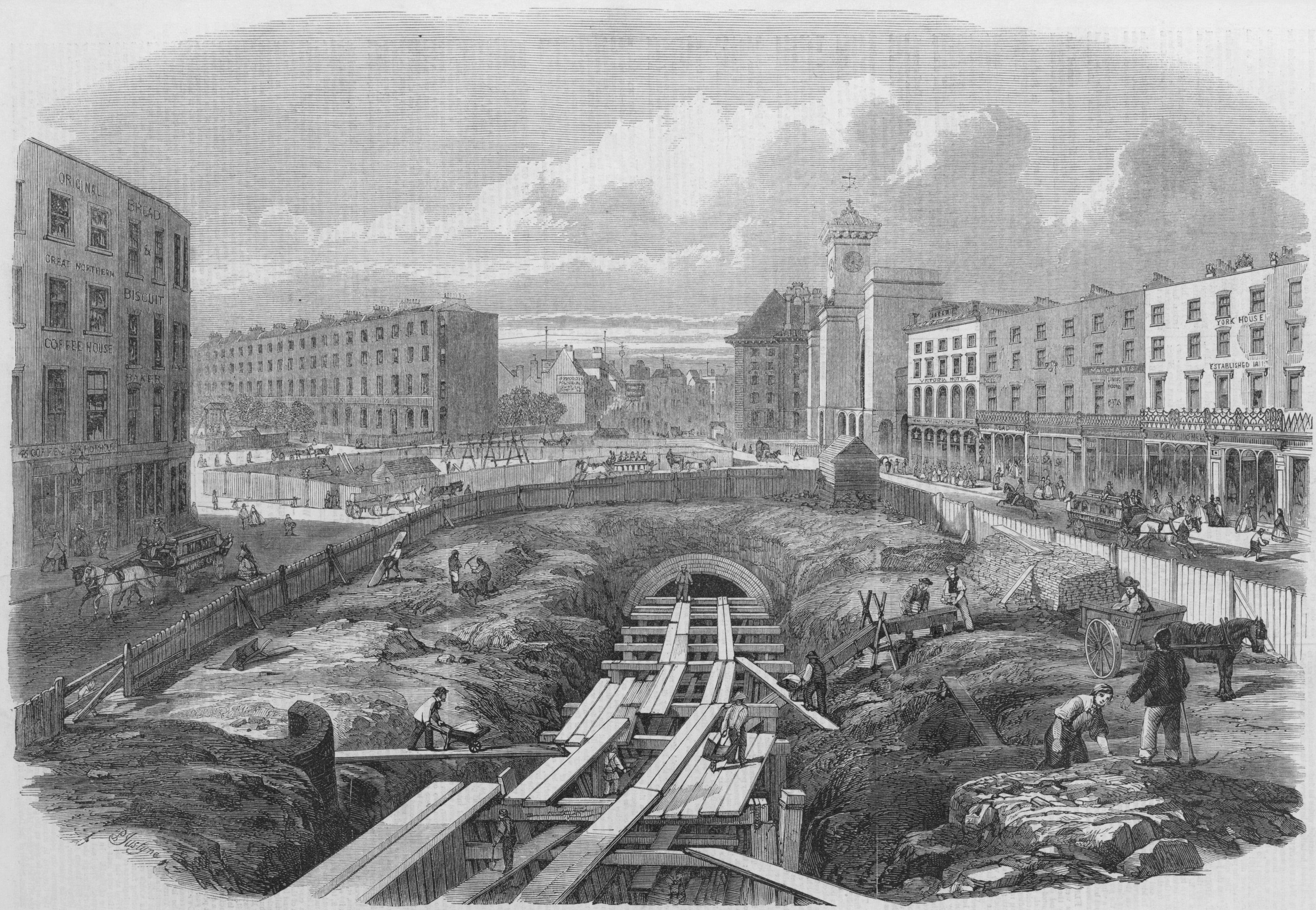
Bauarbeiten bei King’s Cross (1861)

Die Baukosten waren auf 1 Million Pfund veranschlagt worden. Wegen des Krimkriegs hatte die Met Mühe bei der Kapitalbeschaffung. Währenddessen brachte sie im Parlament zwei neue Gesetzesentwürfe ein, um Fristerstreckungen zu erwirken. Ein Gesetz zum Bau einer direkten Verbindung zur GNR bei King’s Cross erhielt im Juli 1855 die königliche Zustimmung. Planungsänderungen erforderten die Verabschiedung des Metropolitan (Great Northern Branch and Amendment) Act 1860 und des Great Northern & Metropolitan Junction Railway Act 1864. Obwohl die GWR die Zusicherung gab, 175 000 Pfund beizusteuern, und die GNR die Zahlung einer ähnlichen Summe in Aussicht stellte, war Ende 1857 noch nicht genügend Kapital beschafft worden, um mit den Bauarbeiten zu beginnen. Zur Senkung der Kosten entfielen die direkte Verbindung zum GWR-Bahnhof am westlichen Ende und der Abschnitt südlich von Farringdon. 1858 handelte Pearson ein Abkommen zwischen der Met und der City of London Corporation aus: Die Met erwarb für 179 000 Pfund ein Grundstück an der Farringdon Road, während die Corporation Aktien im Wert von 200 000 Pfund kaufte. Das Parlament genehmigte die Streckenänderungen im August 1859, was bedeutete, dass die Finanzierung der von der Met eingegangenen Verpflichtungen endlich gesichert war. Weitere namhafte Aktionäre waren die Bauunternehmer Samuel Morton Peto und Thomas Brassey, die sich lukrative Aufträge erhofften. Hauptsitz des neuen Unternehmens war 17 Duke Street in Westminster, das frühere Wohnhaus von Isambard Kingdom Brunel.

#### Bau der ersten Strecke

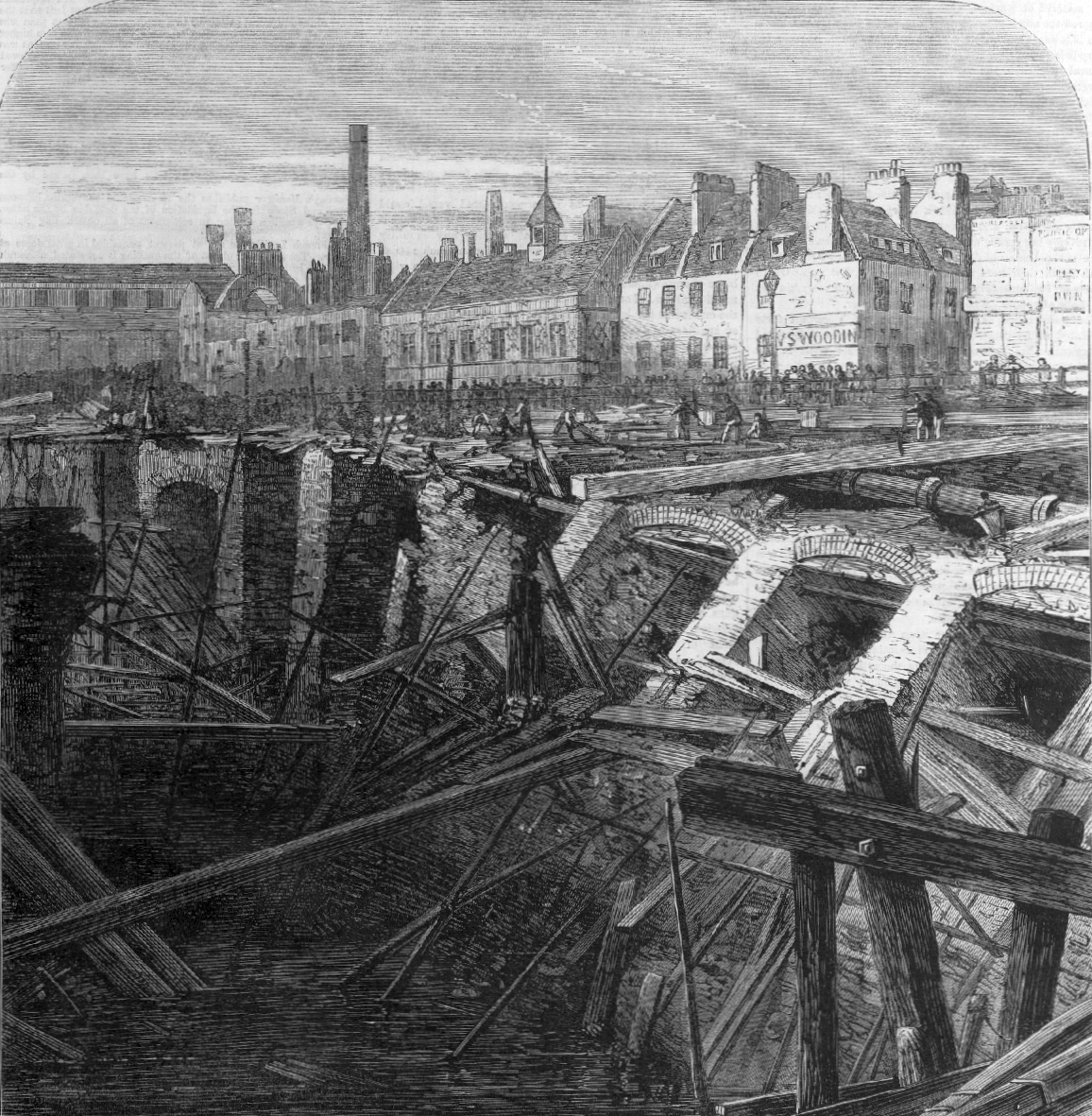
Zerstörte Baustelle am River Fleet (Juni 1862)

Es gab Bedenken, dass Gebäude entlang der Strecke durch Unterspülungen und Vibrationen absinken könnten, und dass während der Bauarbeiten tausende Menschen für den Verlust ihrer Häuser finanziell entschädigt werden müssten. Der radikale schottische Prediger John Cumming warnte ausdrücklich vor den Folgen der Metropolitan Railway: „Das bevorstehende Ende der Welt würde beschleunigt durch den Bau unterirdischer Eisenbahnen, die in die Höllenregionen hineinwühlen und dadurch den Teufel stören.“ Gleichwohl begannen die Bauarbeiten im Mai 1860. Die Strecke entstand zwischen Paddington und King’s Cross überwiegend in offener Bauweise, gefolgt von einem 666 Meter langen Tunnel unter dem Mount Pleasant, einem kleinen Hügel. Die Strecke folgte dann in einem offenen Einschnitt dem River Fleet neben der Farringdon Road bis nahe der neuen Smithfield-Fleischmarkthalle.
Der Einschnitt war 33,5 Fuß (10,2 m) breit und besaß Ziegelstützwände, die einen elliptischen Ziegelbogen oder eiserne Tragbalken mit einer Spannweite von 28,5 Fuß (8,69 m) stützten. Die Tunnel waren in den Stationen breiter, um Platz für die Bahnsteige zu lassen. Als navvies bezeichnete Arbeiter führten den größten Teil der Aushubarbeiten durch, es kam aber auch eine einfache Förderanlage zum Einsatz, um die Erde aus dem Graben zu befördern. Der Aushub wurde in Fulham auf einem brach liegenden Gelände deponiert, auf dem rund 15 Jahre später das Stadion Stamford Bridge entstand (seit 1905 Spielstätte des FC Chelsea). Der Tunnel bot Platz für zwei Gleise, mit einem Abstand von sechs Fuß (1,83 m) dazwischen. Verlegt wurden Dreischienengleise für den Einsatz normalspuriger GNR-Züge (1435 mm) und breitspuriger GWR-Züge (2140 mm).
Mehrere Unfälle verzögerten die Bauarbeiten. Im Mai 1860 kam ein GNR-Zug im Bahnhof King’s Cross nicht rechtzeitig zum Stehen und fiel in die Baugrube der Metropolitan Railway. Zwar gab es enorme Schäden, aber keine Todesopfer. Im selben Jahr tötete ein Kesselzerknall eines Bauzuges den Lokführer sowie dessen Assistenten. Eine Baugrube in der Euston Road stürzte im Mai 1861 in sich zusammen und verursachte dabei erhebliche Schäden an benachbarten Gebäuden. Nach einem heftigen Regenschauer im Juni 1862 barst die Wand des unterirdisch verlaufenden River Fleet und setzte weite Teile der Baustelle unter Wasser. Arbeitern der Metropolitan Railway und des Metropolitan Board of Works gelang es, das Wasser in die Themse umzuleiten. Der Zwischenfall verursachte eine Bauverzögerung von einigen Monaten und zusätzliche Kosten von 300 000 Pfund. Erste Testfahrten auf Teilstrecken fanden im November 1861 statt. Die erste Fahrt über die gesamte Strecke wurde im Mai 1862 durchgeführt; zu den geladenen Gästen gehörte der damalige Finanzminister William Ewart Gladstone. Insgesamt betrugen die Baukosten 1,3 Millionen Pfund.

#### Eröffnung und erste Betriebsjahre
Am 22. Dezember 1862 führte das Board of Trade die Bauabnahme der Strecke durch und empfahl verschiedene Änderungen an den Bahnsignalen. Ab dem 5. Januar 1863 fanden letzte Testfahrten statt. Die offizielle Eröffnung erfolgte am 9. Januar 1863; sie bestand aus einer kurzen zeremoniellen Besichtigungsfahrt sowie einem großen Bankett für rund 700 Aktionäre und Gäste in Farringdon. Charles Pearson erlebte die Vollendung des Projekts nicht mehr; er war knapp vier Monate zuvor verstorben. Die Zeitung The Times, die das Projekt lange Zeit sehr kritisch beurteilt hatte, zeigte sich nun schwärmerisch und schrieb: „Die Metropolitan Railway … ist zu einem großen Erfolg geworden. Die Linie kann als großer technischer Triumph unserer Zeit betrachtet werden.“ Der fahrplanmäßige Betrieb wurde am 10. Januar aufgenommen, einem Samstagmorgen. Die 6,0 km lange Strecke umfasste sieben Stationen: Paddington (Bishop’s Road) (heute Paddington), Edgware Road, Baker Street, Portland Road (heute Great Portland Street), Gower Street (heute Euston Square), King’s Cross (heute King’s Cross St. Pancras) und Farringdon Street (heute Farringdon).

Strecke von 1863

Die Bahn erwies sich als großer Erfolg. Am Eröffnungstag wurden 38 000 Fahrgäste gezählt; zur Entlastung mussten zusätzliche GNR-Züge eingesetzt werden. In den ersten zwölf Monaten nutzten 9,5 Millionen Fahrgäste die Bahn; diese Zahl stieg im zweiten Betriebsjahr auf 12 Millionen an. Der erste Fahrplan sah eine Fahrtzeit von 18 Minuten vor. Tagsüber verkehrten die Züge alle 15 Minuten, während der Hauptverkehrszeit alle 10 Minuten, frühmorgens und abends alle 20 Minuten. Die Met war die erste britische Bahngesellschaft, die Arbeiterzüge anbot. Vor 6 Uhr morgens verkehrten in beiden Richtungen je zwei Züge zu einem verbilligten Tarif: Mit der Einzelfahrkarte, die morgens nur in diesen Zügen gültig war, konnte am selben Tag ein beliebiger Zug für die Rückfahrt genutzt werden.
Die Met nutzte in den ersten Monaten breitspuriges Rollmaterial der GWR. Bald nach der Eröffnung kam es zu Meinungsverschiedenheiten zwischen beiden Gesellschaften über die Notwendigkeit einer Fahrplanverdichtung. Die GWR betrachtete die Metropolitan Railway lediglich als Verlängerung ihrer Great Western Main Line in die City of London; einem rein innerstädtischen Betrieb und der Mitbenutzung durch andere Gesellschaften stand sie skeptisch gegenüber. Schließlich verkündete sie im Juli 1863, dass sie ihr gesamtes Rollmaterial innerhalb von zwei Monaten von der Strecke abziehen werde. Nach hektischen Verhandlungen gelang es dem Verwaltungsrat der Met, im August Normalspur-Rollmaterial der GNR zu mieten und den Betrieb weiterhin aufrechtzuerhalten. Die GWR verkaufte im Oktober 1863 ihre Anteile gewinnbringend, während die Met 1864 eigene Dampflokomotiven und Wagen zu erwerben begann.
In der Erwartung, dass rauchlose Lokomotiven zum Einsatz kommen würden, war die Strecke mit wenigen Belüftungsmöglichkeiten und einem langen ununterbrochenen Tunnel zwischen Edgware Road und King’s Cross gebaut worden. Die eingesetzten Kondensationslokomotiven erwiesen sich aber als weitaus weniger effektiv als angenommen. Zeitgenössische Berichte beschrieben oft Fahrten in lauten Zügen durch dunkle, dampf- und rauchgefüllte Tunnel. Die Met dementierte wiederholt, dass dies für die Fahrgäste schädlich sei. Sie behauptete sogar, ihre Angestellten seien die gesündesten Eisenbahner des Landes und der Rauch habe bei asthmatischen und bronchialen Beschwerden eine heilende Wirkung. Dennoch verbesserte die Met die Belüftung, indem sie zwischen Gower Street und King’s Cross eine zusätzliche Öffnung hinzufügte und die Glasdächer in den Stationen entfernte. Als das Problem in den 1890er Jahren weiter anhielt, kam es zum Konflikt zwischen der Met und lokalen Behörden: Erstere wünschte den Bau weiterer Öffnungen, letztere argumentierten, dass dadurch Pferde erschreckt und der Wert umliegender Grundstücke geschmälert würden. Ein 1897 veröffentlichter Bericht des Board of Trade empfahl, zusätzliche Öffnungen zu genehmigen. Zu ihrem Bau kam es aufgrund der Elektrifizierung jedoch nicht mehr.

### Erweiterungen und innere Ringlinie (1863–1884)

#### Farringdon–Moorgate und die City Widened Lines

City Widened Lines mit Anschlüssen; die Verbindung zur LCDR wurde 1871 eröffnet, der Bahnhof Snow Hill 1874

Als die Verbindungen zur GWR und zur GNR im Bau waren und weitere Verbindungen zur Midland Railway (MR) und zur London, Chatham and Dover Railway (LC&DR) geplant wurden, ersuchte die Met in den Jahren 1861 und 1864 parlamentarische Genehmigungen, um ein zusätzliches Gleispaar zwischen King’s Cross und Farringdon zu verlegen sowie eine viergleisige Verlängerung in Richtung Osten nach Moorgate zu bauen. Die Met beanspruchte zwei Gleise für sich, während die zwei anderen, als Widened Lines oder City Widened Lines („erweiterte Linien“) bezeichneten Gleise hauptsächlich für die Benutzung durch andere Bahngesellschaften vorgesehen waren. Das Parlament genehmigte diese Vorhaben durch die Verabschiedung des Metropolitan Railway Act 1861 und des Metropolitan Railway (Finsbury Circus Extension) Act 1861, die beide am 25. Juli 1864 in Kraft traten.
Am 1. Oktober 1863 wurden bei King’s Cross zwei kurze eingleisige Tunnel zur Anbindung der GNR-Hauptstrecke an die Met eröffnet, woraufhin Vorortzüge der GNR bis nach Farringdon verkehrten. Vom selben Tag an fuhren GWR-Züge von Farringdon aus bis nach Windsor; somit war die GWR nach dem vorübergehenden Rückzug im August 1863 wieder auf der Met präsent. Gemeinsam betriebene Züge der LC&DR und der GNR nutzten ab dem 1. Januar 1866 den Snow-Hill-Tunnel, der an der Blackfriars-Eisenbahnbrücke begann und nordwärts unter der Smithfield-Fleischmarkthalle hindurch nach Farringdon führte. Wenige Tage zuvor, am 23. Dezember 1865, war die Verlängerung nach Moorgate eröffnet worden und ab 1. März 1865 standen alle vier Gleise der Streckenverlängerung zur Verfügung. Das zweite Gleispaar zwischen King’s Cross und Farringdon wurde erstmals am 27. Januar 1868 von einem GNR-Güterzug befahren. Der Abzweig zur Midland Main Line war ab 13. Juli 1868 in Betrieb, drei Monate vor der Eröffnung des Kopfbahnhofs St Pancras der MR. Letztes Element der Widened Lines war die Inbetriebnahme einer Verbindungskurve nördlich des Snow-Hill-Tunnels am 1. September 1871, wodurch ein Gleisdreieck entstand, das es der LC&DR erlaubte, Züge bis Moorgate verkehren zu lassen.

#### Hammersmith & City Railway

Die Metropolitan Railway im Jahr 1873. Ebenfalls gezeigt wird die von der Met betriebene Metropolitan and St John's Wood Railway von Baker Street nach Swiss Cottage. Zusätzlich betrieb die GWR Züge von Kensington (Addison Road) nach Moorgate.

Im November 1860 unterstützten die Met und die GWR einen Gesetzesentwurf ans Parlament, der den Bau einer als Hammersmith, Paddington and City Junction Railway bezeichneten Strecke forderte. Sie sollte eine Meile westlich des Bahnhofs Paddington von der Great Western Main Line abzweigen und die sich in Entwicklung befindlichen Vororte Shepherd’s Bush und Hammersmith erschließen, mit einer Verbindung zur West London Railway (WLR) bei Latimer Road. Das Parlament genehmigte das Projekt am 22. Juli 1861 als Hammersmith and City Railway (H&CR). Die 3,9 km lange und auf einem 6,1 m hohen Viadukt errichtete Strecke durch eine weitgehend unüberbaute Gegend wurde am 13. Juni 1864 eröffnet. Von Farringdon aus verkehrende breitspurige GWR-Züge erschlossen die Stationen Notting Hill (heute Ladbroke Grove), Shepherd’s Bush (1914 durch die heutige Station Shepherd’s Bush Market ersetzt) und Hammersmith. Die Verbindung zur WLR beim Bahnhof Kensington (Addison Road), heute Kensington (Olympia), folgte knapp drei Wochen später am 1. Juli. Die Bedienung erfolgte durch einen Wagen, der in Notting Hill an- bzw. abgekuppelt wurde.
Entsprechend einer Vereinbarung mit der GWR betrieb die Met ab 1864 Normalspurzüge nach Hammersmith und die GWR Breitspurzüge nach Kensington (Addison Road). Ab 1867 war die H&CR in gemeinsamem Besitz beider Gesellschaften, woraufhin die GWR ebenfalls Normalspurzüge zu betreiben begann. 1869 wurden die Breitspurgleise auf der H&CR und der Metropolitan-Stammstrecke entfernt. Parallel zur Great Western Main Line gingen 1871 zwischen Westbourne Park und Paddington zwei zusätzliche Gleise für Züge nach Hammersmith in Betrieb. 1878 wurde die niveaugleiche Verzweigung bei Westbourne Park durch ein Überwerfungsbauwerk ersetzt. Im August 1872 verlängerte die GWR ihre Verbindung nach Addison Road über Gleise der District Railway nach Earl’s Court und Mansion House. Dieses als middle circle („mittlere Ringlinie“) bezeichnete Angebot blieb bis Januar 1905 bestehen, wobei die Züge ab dem 1. Juli 1900 nur noch von bzw. nach Earl’s Court verkehrten. Im Laufe der Jahre kamen aufgrund der dichter werdenden Bebauung zusätzliche Stationen hinzu.
Vom 1. Oktober 1877 bis zum 31. Dezember 1906 verkehrten einige Züge auf der H&CR weiter auf Gleisen der London and South Western Railway (L&SWR) nach Richmond. Zu diesem Zweck benutzten sie die unweit des Kopfbahnhofs Hammersmith gelegene Station Hammersmith (Grove Road).

#### Bau der inneren Ringlinie (Inner Circle)
Der Erfolg der Metropolitan Railway löste 1863 eine Welle von Anträgen an das Parlament zum Bau neuer Bahnstrecken in London aus, wobei viele der insgesamt 259 eingereichten Projekte ähnliche Streckenführungen aufwiesen. Um die besten Vorschläge in Betracht ziehen zu können, setzte das House of Lords eine Sonderkommission ein, die im Juli 1863 einen Bericht publizierte. Dieser empfahl den Bau einer inneren Ringlinie (inner circle), die fast alle Kopfbahnhöfe miteinander verbinden sollte. Als Folge davon wurden im Hinblick auf die Parlamentssession 1864 verschiedene Projekte präsentiert, die der Empfehlung mehr oder weniger entsprachen. Eine gemeinsame Kommission von Mitgliedern beider Parlamentskammern machte sich daran, die Optionen zu überprüfen. Im November 1863 berichtete die Times, dass rund 30 Projekte in die engere Wahl gekommen waren, wobei viele davon „kurz entschlossen und ohne viel Rücksichtnahme auf Baukosten oder betriebliche Durchführbarkeit“ eingereicht worden seien.

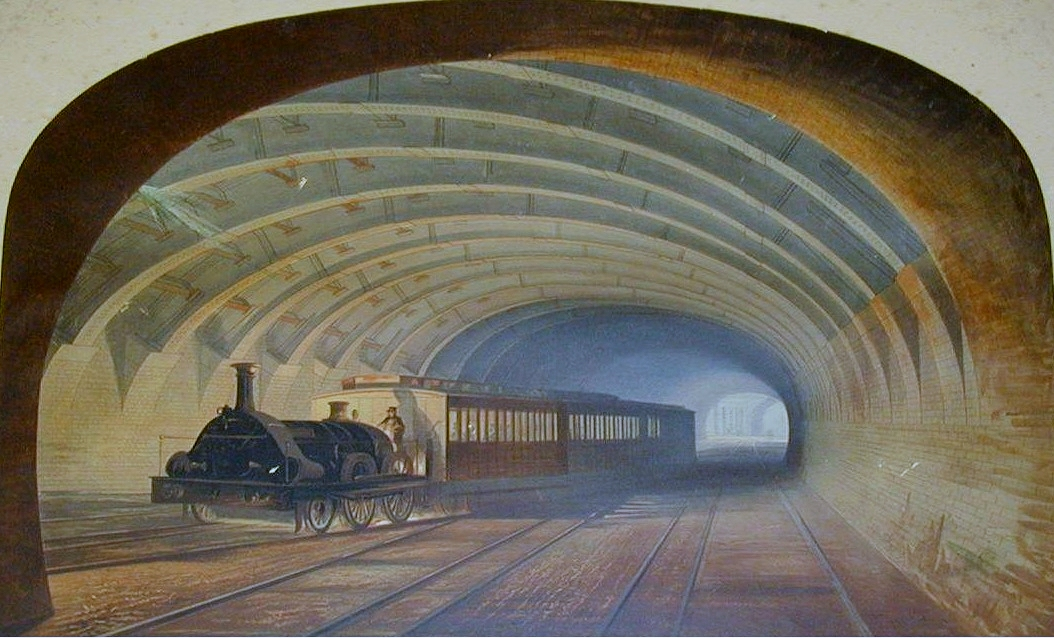
Ein GWR-Breitspurzug zweigt nahe Paddington von der Metropolitan-Stammstrecke ab

Vorschläge der Met, die bestehende Strecke von Paddington südwärts nach South Kensington und von Moorgate ostwärts nach Tower Hill zu verlängern, wurden vom Parlament genehmigt und erhielten am 19. Juli 1864 die königliche Zustimmung. Um die Ringstrecke rascher zu vollenden, unterstützte die Kommission die Gründung einer zweiten Gesellschaft namens Metropolitan District Railway (allgemein als District Railway bekannt). Zu diesem Zweck legte sie am selben Tag zwei Projekte zusammen, die auf unterschiedlichen Routen Kensington mit der City of London verbinden wollten. Anfänglich waren die District und die Met eng verbunden und es bestand die Absicht, beide Gesellschaften bald zu fusionieren. Der Vorstandsvorsitzende und drei weitere Direktoren der Met waren im Verwaltungsrat der District vertreten, John Fowler war Chefingenieur beider Gesellschaften und die Arbeiten an allen Verlängerungen waren in einem einzigen Bauvertrag zusammengefasst. Die District Railway wurde hauptsächlich deswegen gegründet, um das benötigte Kapital unabhängig von der Met zu beschaffen und somit die finanzielle Belastung breiter abzustützen.
Die westliche Verlängerung der Met begann etwas östlich der Station Paddington an der Verzweigung Praed Street und führte durch die gehobenen Stadtteile Bayswater, Notting Hill und Kensington. Die Grundstückswerte waren hier höher und im Gegensatz zur Stammstrecke folgte die Trasse nicht dem Verlauf bestehender Straßen. Dementsprechend waren die Kompensationszahlungen höher. An der Adresse 23–24 Leinster Gardens entstand eine fünfstöckige Scheinfassade, um den dahinter liegenden Einschnitt zu verbergen. Ein 385 m langer Tunnel unter dem Campden Hill war der einzige unterirdische Abschnitt. Gleichzeitig zu den Arbeiten an der Met erfolgte der Bau der District Railway. Auch diese führte durch wohlhabende Stadtteile und die Kompensationszahlungen waren so hoch, dass die Kosten für den ersten Abschnitt zwischen South Kensington und Westminster drei Millionen Pfund betrugen – dreimal so viel wie bei der längeren Stammstrecke der Met. Der erste Abschnitt der Metropolitan-Verlängerung nach Brompton (Gloucester Road) (heute Gloucester Road) wurde am 1. Oktober 1868 eröffnet, wobei die Met am Bahnhof Paddington eine zweite Station betrieb. Knapp drei Monate später, am 24. Dezember 1868, verkehrte die Met weiter ostwärts zur Gemeinschaftsstation South Kensington. Von dort aus eröffnete die District am selben Tag ihre Strecke nach Westminster, die 1870 nach Blackfriars verlängert wurde.

Ab 1871 boten beide Gesellschaften Züge auf dem inner circle von Mansion House nach Moorgate Street; zwischen Kensington High Street und South Kensington nutzten sie dafür jeweils ein eigenes Gleispaar.

Den Betrieb auf der Strecke der District Railway übernahmen anfangs Züge der Met, die für ein im Voraus vereinbartes Grundangebot 55 Prozent der Bruttoeinnahmen erhielt. Für zusätzlich benötigte Züge musste die District bezahlen, so dass ihr Anteil an den Einnahmen mit der Zeit auf etwa 40 Prozent sank. Die aufgelaufenen Schulden der District hatten zur Folge, dass eine Fusion aus Sicht der Met nicht mehr attraktiv erschien und nicht weiterverfolgt wurde. Um ihre finanzielle Situation zu verbessern, verzichtete die District Railway auf eine Erneuerung der unvorteilhaften Betriebsvereinbarung. Angesichts der hohen Baukosten war die District nicht in der Lage, wie ursprünglich vorgesehen ihre Strecke bis nach Tower Hill weiterzubauen und beschränkte sich auf eine kurze Verlängerung von Blackfriars nach Mansion House. Nach deren Eröffnung am 3. Juli 1871 setzte die District eigenes Rollmaterial ein und beide Gesellschaften boten auf dem noch unvollendeten inner circle Zugverbindungen zwischen Moorgate und Mansion House an. Die Genehmigungen für das Teilstück östlich von Mansion House liefen währenddessen aus.

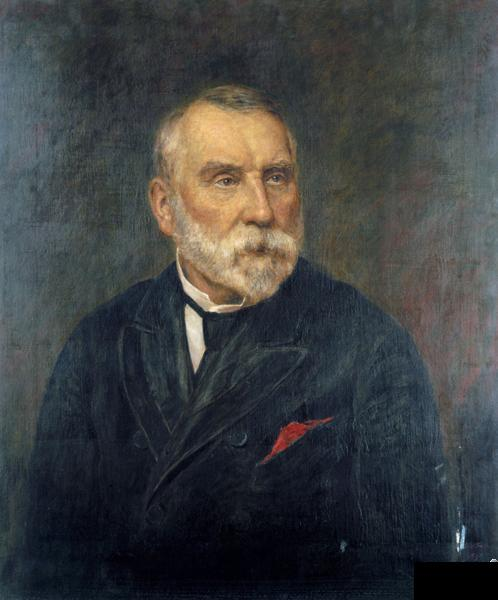
Edward Watkin

1868 und 1869 stand die Met im Fokus strafrechtlicher Untersuchungen, als die Justizbehörden der Gesellschaft finanzielle Machenschaften vorwarfen. So hatte sie höhere Dividenden ausbezahlt, als sie es sich hätte leisten können, und laufende Ausgaben waren dem Kapitalkonto belastet worden. 1870 wurden die Verwaltungsräte des Vertrauensbruchs für schuldig befunden und dazu angewiesen, das Unternehmen zu entschädigen. Sie gingen alle in Berufung und konnten 1874 einen weitaus geringeren Betrag erstreiten. Um das Vertrauen der Aktionäre wiederzugewinnen, waren sie aber bis Oktober 1872 alle ersetzt worden. Zum neuen Vorstandsvorsitzenden wurde Edward Watkin bestimmt, ein Unterhausabgeordneter und erfahrener Manager, der bereits Verwaltungsrat mehrerer anderer Gesellschaften war.
Aufgrund der Kosten des Landerwerbs schritt die Verlängerung der Met östlich von Moorgate nur langsam voran und die Gesellschaft musste 1869 beim Parlament um eine Fristverlängerung ihrer Genehmigung ersuchen. Die Bauarbeiten begannen 1873, doch als man in der Gruft einer römisch-katholischen Kapelle auf Gräber stieß, berichtete der Bauunternehmer, dass er Mühe habe, die Arbeiter auf der Baustelle zu halten. Der erste Abschnitt zum kürzlich zuvor vollendeten Kopfbahnhof Liverpool Street der Great Eastern Railway (GER) wurde am 1. Februar 1875 eröffnet. Für kurze Zeit, als die Station der Met noch in Bau war, verkehrten die Züge über einen 70 m langen Bogen in den GER-Bahnhof. Die Station der Met ging am 12. Juli desselben Jahres in Betrieb und die Verbindungskurve hatte für Regelzüge ausgedient. Beim Weiterbau der Strecke nach Aldgate stießen Arbeiter in einer Schicht sechs Meter unter der Oberfläche auf hunderte Wagenladungen von Ochsenhörnern. Zu der am 18. November 1876 eröffneten vorläufigen Endstation Aldgate verkehrte vom Bahnhof Bishopsgate aus zunächst ein Pendelzug, ab dem 4. Dezember bedienten alle Met- und District-Züge diese Station.

#### Lückenschluss und Konflikte mit der District Railway

Die blau markierte Strecke vervollständigte 1884 die Ringlinie und gewährte der Met und der District den Zugang zur East London Line. Die Station der Met beim Tower of London wurde 1884 geschlossen, die Strecke östlich von Whitechapel kam 1902 hinzu.

Die Vervollständigung der Ringlinie verzögerte sich weiter. Enttäuschte Investoren gründeten 1874 die Metropolitan Inner Circle Completion Railway Company mit dem ausdrücklichen Zweck, das Projekt zu vollenden. Die Gesellschaft genoss die Unterstützung der District und erhielt am 7. August 1874 die parlamentarische Genehmigung. Es gelang ihr aber nicht, das benötigte Kapital aufzubringen und erhielt 1876 eine Fristverlängerung gewährt. Im Dezember 1877 kam es zu Verhandlungen zwischen der Met und der District über den Lückenschluss. Dabei äußerte die Met zusätzlich den Wunsch, über die East London Railway (ELR) einen Zugang zur South Eastern Railway (SER) zu erhalten. Beide Gesellschaften erhielten 1879 die parlamentarische Genehmigung für eine Verbindung zur ELR. Das als Metropolitan and District Railways (City Lines and Extensions) Act bezeichnete Gesetz stellte auch die zukünftige Kooperation sicher, indem es beiden Gesellschaften Zugang zur gesamten Ringlinie gewährte.
Am 25. September 1882 verlängerte die Met ihre Strecke von Aldgate zu einer temporären Station beim Tower of London. 1883 gab sie den Bau zweier Strecken von Mansion House bis Tower of London und von einer Verzweigung nördlich von Aldgate bis Whitechapel in Auftrag. Vom 1. Oktober 1884 an befuhren Met- und District-Züge die kurz vor Whitechapel abzweigende „St-Mary’s-Kurve“ zur Strecke der ELR, über die der Bahnhof New Cross der SER erreicht werden konnte. Nach einer offiziellen Eröffnungszeremonie am 17. September und einem Testbetrieb wurde die Ringlinie am 6. Oktober 1884 auf ihrer gesamten Länge dem regulären Verkehr übergeben. Am selben Tag verlängerte die Met die von der H&CR kommenden Züge über die ELR nach New Cross. Anfänglich befuhren acht Züge je Stunde die Ringlinie, die für die 21 km lange Strecke 81 bis 84 Minuten Fahrtzeit benötigten. Es erwies sich als unmöglich, diesen Fahrplan einzuhalten, so dass er 1885 auf sechs Züge stündlich mit 70 Minuten Fahrtzeit angepasst wurde. Den Schaffnern waren zunächst Pausen während ihrer Schicht untersagt, bis sie im September 1885 drei Pausen von je 20 Minuten zugesichert erhielten.
Dass der Lückenschluss der Ringlinie sich derart lange hinauszögerte, hing auch mit dem zunehmend schlechter werdenden Verhältnis zwischen der Met und der District zusammen. Hauptursache dafür war 1872 die Ernennung von James Staats Forbes zum Vorstandsvorsitzenden der District. Forbes hatte dieselbe Funktion auch bei der LC&DR inne, die sich im Südosten Englands einen erbitterten Konkurrenzkampf mit der von Edward Watkin geführten SER lieferte. Die Feindschaft beider Männer führte dazu, dass 1877 die Vereinbarung zum Lückenschluss der Ringlinie erst nach Vermittlung durch einen neutralen Bauunternehmer zustande kam. Teile der Ringlinie waren in gemeinsamem Besitz beider Gesellschaften, so dass ein gemeinsamer Betrieb unerlässlich war. Doch nur sechs Tage nach der vollständigen Inbetriebnahme der Ringlinie brach ein offener Konflikt aus: Die Met schloss am 12. Oktober 1884 die Station beim Tower of London, nachdem die District sich geweigert hatte, Fahrkarten dorthin zu verkaufen. Aufgrund mangelhafter Koordination blockierten sich Met- und District-Züge häufig gegenseitig und verursachten so große Verspätungen. Beide Gesellschaften betrieben jeweils eigene Fahrkartenschalter und versuchten mit aggressiven Werbekampagnen, der Konkurrenz Fahrgäste abspenstig zu machen.

### Ausdehnung nach Nordwesten (1868–1899)

#### Von der Baker Street nach Harrow
Am 13. April 1868 eröffnete die Metropolitan & St John’s Wood Railway (M&SJWR) eine eingleisige Tunnelstrecke von der Baker Street nach Swiss Cottage. Die Zwischenstationen St John’s Wood Road und Marlborough Road verfügten über Kreuzungsgleise und die Met befuhr die Strecke alle 20 Minuten mit einem Pendelzug. Sie baute eine Verbindung zur Ringlinie, doch nach 1869 gab es keine durchgehenden Züge mehr.
In den frühen 1870er Jahren waren die Fahrgastzahlen gering und die M&SJWR strebte nach einer Streckenverlängerung, um mehr Verkehr zu generieren. Edward Watkin erklärte dieses Vorhaben zu einer Priorität, da die Baukosten niedriger als im überbauten Gebiet und die Fahrpreise höher sein würden. Darüber hinaus würde die Strecke als Zubringer zur Ringlinie dienen. 1873 erhielt die M&SJWR die Genehmigung, bis Neasden inmitten der Landschaft von Middlesex zu bauen. Da der nächstgelegene Ort jedoch Harrow war, wurde beschlossen, die Strecke bis dorthin zu führen; 1874 erteilte das Parlament die entsprechende Genehmigung. Um das Gelände der Landwirtschaftsausstellung der Royal Agricultural Society of England in Kilburn zu erschließen, entstand zunächst eine eingleisige Strecke nach West Hampstead, die am 30. Juni 1879 in Betrieb ging (mit einem temporären Bahnsteig an der Finchley Road). Am 2. August 1880 wurde die Strecke weiter nach Harrow verlängert. Zwei Jahre später absorbierte die Met die M&SJWR und baute den Tunnel zwischen Baker Street und Swiss Cottage auf Doppelspur aus.
1882 verlegte die Met ihr Bahnbetriebswerk von der Edgware Road nach Neasden. 1883 kam dort ein Lokomotivwerk hinzu, 1884 ein Gaswerk. Um über 100 Beschäftigte unterzubringen, die von London hierher ziehen würden, ließ die Met eine Eisenbahnersiedlung mit 100 mietbaren Wohnhäusern und zehn Läden errichten. Zwei dieser Läden dienten ab 1883 als Schulzimmer und Andachtsraum, zwei Jahre später erhielten die Methodisten Grundstücke zum Bau einer Kirche und einer Schule für 200 Kinder zur Verfügung gestellt.

#### Von Harrow nach Buckinghamshire

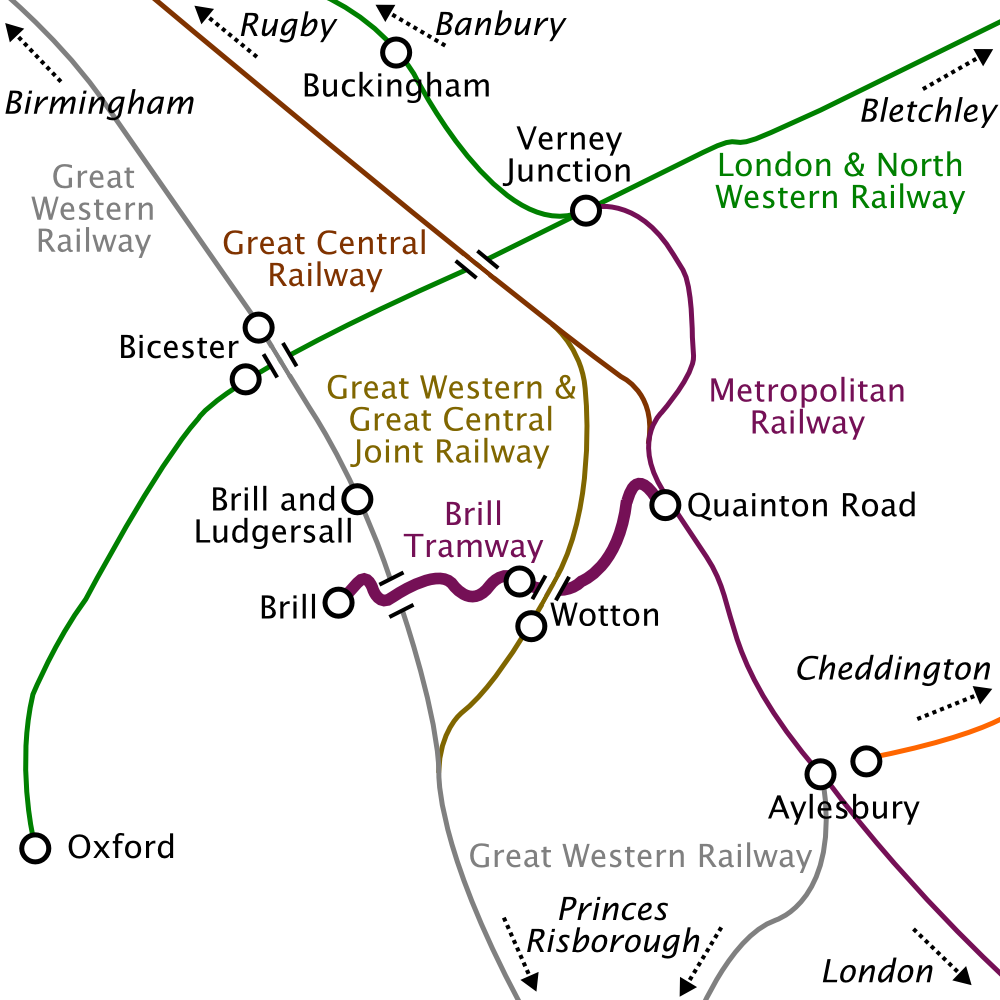
Strecken der Met und anderer Gesellschaften nordwestlich von Aylesbury um 1910

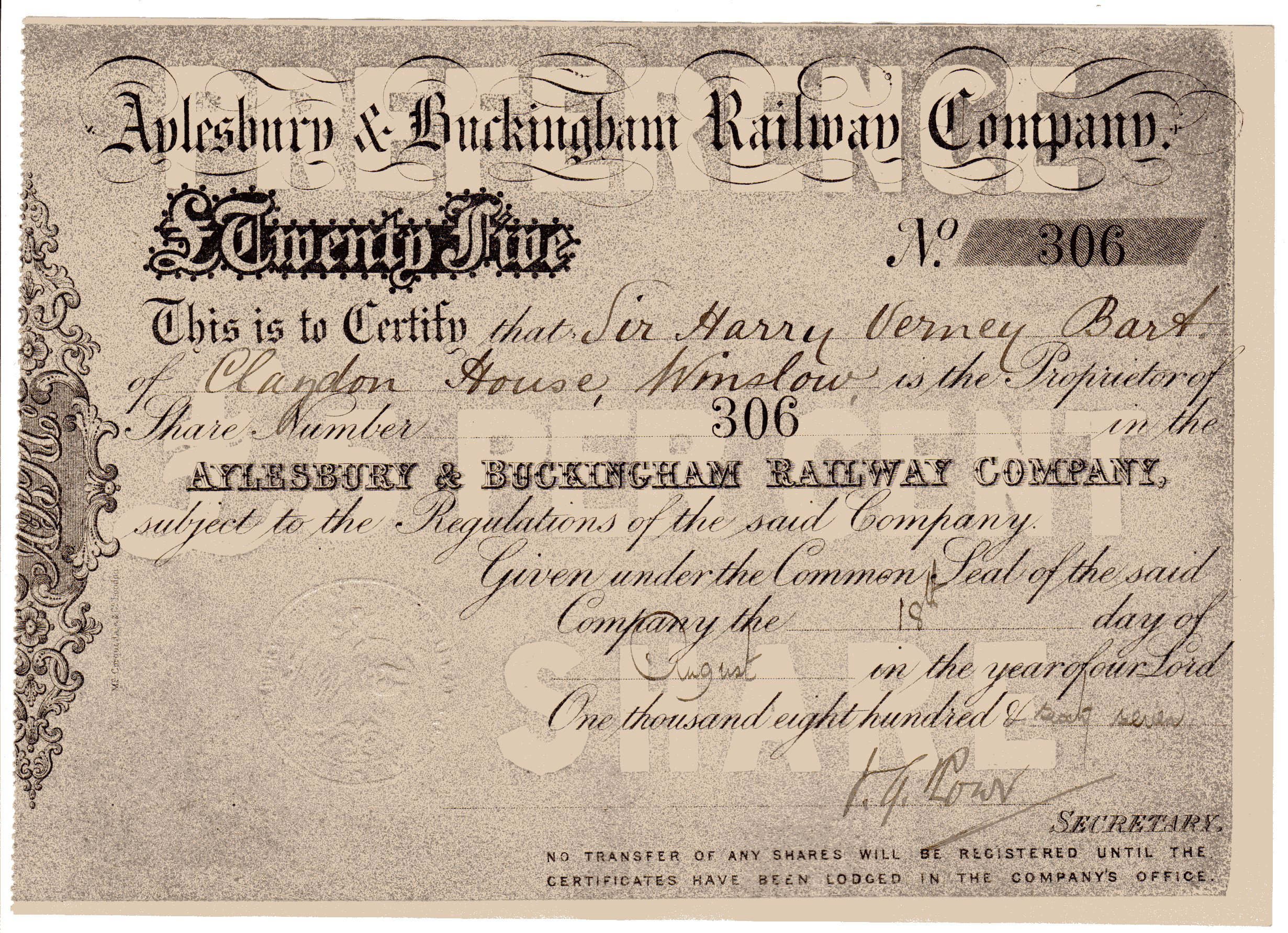
Aktie der Aylesbury & Buckingham Railway Company vom 18. August 1867

1868 hatte der Duke of Buckingham die Aylesbury and Buckingham Railway (A&BR) eröffnet, eine 20,5 km lange eingleisige Bahnstrecke von Aylesbury zum Bahnhof Verney Junction an der bereits bestehenden Bahnstrecke Oxford–Bletchley. Die Beziehungen zur LNWR, welche die Strecke Oxford–Bletchley betrieb, waren schlecht, weshalb die A&BR eine Kooperation mit der Metropolitan Railway anstrebte. Sie besaß die Genehmigung zum Bau einer Strecke zwischen Aylesbury und Rickmansworth. Der Duke of Buckingham und Watkin kamen überein, die Strecke bis nach Harrow zu verlängern, wo sie auf die Met treffen würde. Das Parlament erteilte 1874 die entsprechende Genehmigung und Watkin gehörte ab 1875 dem Verwaltungsrat der A&BR an. Das Geld zur Finanzierung des Projekts konnte nicht beschafft werden und die Genehmigung verfiel, weshalb die Met 1880 und 1881 beim Parlament um neue Genehmigungen für eine Bahnstrecke zwischen Harrow und Aylesbury ersuchen musste.
Nach einiger Verzögerung (verursacht durch Finanzierungsprobleme) konnte am 25. Mai 1885 das Teilstück Harrow–Pinner eröffnet werden. Ab dem 1. September 1887 verkehrten von Baker Street aus stündlich Züge bis nach Northwood und Rickmansworth. Nächste Etappe war die Inbetriebnahme des Streckenabschnitts von Rickmansworth über Chalfont & Latimer nach Chesham am 8. Juli 1889. Die Met übernahm am 1. Juli 1891 die A&BR. Das letzte fehlende Teilstück von Chalfont & Latimer über Amersham und Stoke Mandeville nach Aylesbury ging am 1. September 1892 in Betrieb, vorerst mit einem temporären Bahnhof der Met in Aylesbury. 1894 eröffneten die Met und die GWR in Aylesbury einen Gemeinschaftsbahnhof. Auf dem Streckenabschnitt zwischen Aylesbury und Verney Junction waren die Brücken zu schwach für die Lokomotiven der Met. Da sich die GWR weigerte, geeignetes Rollmaterial zur Verfügung zu stellen, mussten vorübergehend Lokomotiven von der LNWR ausgeliehen werden. Die Met baute die von der A&BR übernommene Strecke zweigleisig und auf Hauptbahnstandard aus, ebenso erneuerte sie die Bahnhöfe. Dies ermöglichte es der Gesellschaft, ab dem 1. Januar 1897 durchgehende Züge von der Baker Street nach Verney Junction anzubieten.
Von dem nördlich von Aylesbury gelegenen Bahnhof Quainton Road aus hatte der Duke of Buckingham im Jahr 1871 auf eigene Kosten die Brill Tramway errichten lassen, eine 10,5 km lange Kleinbahn. Sie war zunächst als Pferdebahn betrieben und ein Jahr später auf Dampfbetrieb umgestellt worden. Eine Verlängerung nach Oxford war mehrmals geplant, kam aber nie zustande. Die Met übernahm am 1. Dezember 1899 die Betriebsführung auf der Brill Tramway und mietete die Strecke für 600 Pfund jährlich. 1903 ließ sie die Gleise neu verlegen und die Bahnhöfe neu bauen.

#### Geplatzte Visionen
Mit der Expansion in den ländlichen Raum der Grafschaften Middlesex, Hertfordshire und Buckinghamshire verfolgte Edward Watkin die langfristige Vision einer Hauptbahn, deren Herzstück die Metropolitan Railway sein würde. Er war nicht nur Vorstandsvorsitzender der Met und der SER, sondern auch der Manchester, Sheffield and Lincolnshire Railway (MS&LR). Ebenso gehörte er dem Verwaltungsrat der französischen Bahngesellschaft Compagnie des chemins de fer du Nord an. Watkin strebte ein zusammenhängendes Eisenbahnnetz unter seiner Kontrolle an, das von Manchester und Liverpool über London und Calais bis nach Paris reichen sollte. 1872 war er Mitbegründer der Submarine Railway Company, die 1881 beidseits des Ärmelkanals (in Dover und Sangatte) Probebohrungen mit Tunnelbohrmaschinen durchzuführen begann. Trotz einer PR-Kampagne, mit der er einflussreiche Persönlichkeiten wie William Ewart Gladstone und den Erzbischof von Canterbury auf seine Seite ziehen wollte, musste das Vorhaben aufgrund großen politischen Drucks aufgegeben werden, als das Board of Trade im Mai 1882 einen sofortigen Baustopp verfügte. Insbesondere General Garnet Wolseley sah in dem Tunnel eine mögliche Invasionsroute für französische Truppen und betrachtete ihn somit als Gefährdung der nationalen Sicherheit.

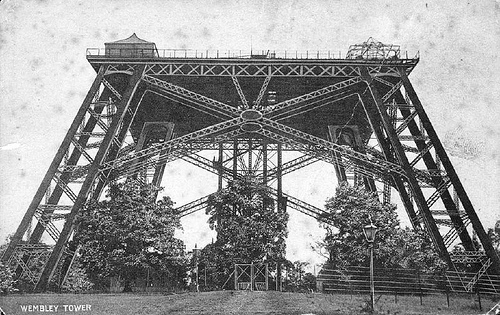
Turmstumpf des Watkin’s Tower

Selbst wenn der Ärmelkanaltunnel gebaut worden wäre, scheint es fraglich, dass die Met die ihr zugedachte Rolle als zentrales Bindeglied überhaupt hätte erfüllen können. Die Met hatte sich längst zu einem überwiegend innerstädtischen Verkehrsmittel entwickelt: 1897 wurde der Abschnitt zwischen Paddington und Farringdon täglich von 528 Personen- und 14 Güterzügen befahren. Mit einem Zug durchschnittlich alle drei Minuten war diese Strecke an ihre Kapazitätsgrenze angelangt.
1893 eröffnete die Met den Bahnhof Wembley Park. Er diente anfänglich zur Erschließung des Spielfelds des Old Westminster Football Club, doch nach kurzer Zeit entstanden dort zahlreiche Sport- und Freizeitanlagen sowie ein Ausstellungszentrum. Diese befanden sich auf dem Gelände eines ehemaligen Landsitzes, den die Bahngesellschaft 1881 erworben hatte. Um noch mehr Ausflugsverkehr zu generieren, gab Watkin 1891 den Bau des nach ihm benannten Watkin’s Tower in Auftrag. Der Aussichtsturm sollte 350 m hoch werden und den kürzlich eröffneten Eiffelturm in Paris deutlich überragen. Die Bauarbeiten zogen sich in die Länge und 1895 war der Turm erst rund 47 m hoch. Es stellte sich heraus, dass der Turm aufgrund der Setzung einstürzen würde, falls an ihm weitergebaut würde. Der als Watkin’s Folly („Watkins Verrücktheit“) bezeichnete Turmstumpf wurde schließlich 1907 abgerissen.

#### Beziehungen zur Great Central Railway

1906 verfügte die Great Central über zwei Zugänge nach London, über die Met via Amersham sowie über die Great Central and Great Western Joint Railway via High Wycombe.

Nach dem Scheitern des Ärmelkanaltunnel-Projekts blieb Watkins noch die Möglichkeit offen, eine neue Hauptbahn zwischen London und dem Netz der MS&LR zu schaffen. Durch den Bau einer 159 km langen Strecke sollte ihr Streckennetz in den Midlands mit der Met unmittelbar nördlich von Aylesbury verknüpft werden. Es gab Überlegungen, Baker Street als Londoner Kopfbahnhof zu nutzen, doch um 1891/92 kam die MS&LR aufgrund des Platzmangels zum Schluss, dass ein eigener Bahnhof mit Güteranlagen, etwa einen halben Kilometer westlich davon um Marylebone, geeigneter wäre. 1893 verabschiedete das Parlament ein entsprechendes Gesetz. Watkin erkrankte daraufhin schwer und musste 1894 alle seine Ämter aufgeben. Eine Zeitlang nach seinem Rücktritt waren die Beziehungen zwischen beiden Gesellschaften angespannt.
1895 brachte die MS&LR im Parlament einen Gesetzesentwurf ein. Er sah den Bau zweier zusätzlicher Gleise von Wembley nach Canfield Place (nahe der Station Finchley Road) vor, auf denen ihre Schnellzüge die Lokalzüge der Met überholen würden. Nach Unstimmigkeiten kamen beide Parteien überein, dass die Gleise durch die Met gebaut werden sollten, zum alleinigen Gebrauch durch die MS&LR. Als die Met in deren Auftrag die Brücken im Abschnitt zwischen Wembley Park und Harrow neu baute, erkannte sie, dass ein viergleisiger Abschnitt für die zukünftige Entwicklung unabdingbar sein werde, und verlegte zusätzliche Gleise. Die MS&LR ersuchte um exklusive Nutzung zweier Gleise. Die Gesellschaft verfügte über die notwendige Genehmigung, ihre Strecke in Marylebone an die Ringlinie anzuschließen, doch die Met stellte schwer zu erfüllende Bedingungen. Da der MS&LR das Geld auszugehen drohte, verzichtete sie auf diese Anbindung.
Wegen der angespannten Beziehungen war die MS&LR unzufrieden damit, in der Frage der Verbindung nach London vollständig von der Met abhängig zu sein. Anders als auf ihrem eigenen Streckennetz im Norden bestanden südlich von Aylesbury etliche Geschwindigkeitsbegrenzungen und lange Steigungsstrecken. 1898 brachten die MS&LR und die GWR zusammen einen Gesetzesentwurf ins Parlament ein, für den Bau der gemeinsam zu betreibenden Great Western and Great Central Joint Railway (GW&GCJR). Vorgesehen waren auch kurze Anschlussstrecken von Grendon Underwood (nördlich von Quainton Road) nach Ashendon sowie von Northolt nach Neasden. Die Met legte Beschwerde ein und machte geltend, der Gesetzesentwurf sei inkompatibel mit dem Geist und den Bedingungen der Vereinbarungen, die sie mit der MS&LR getroffen habe. Zwar durfte die MS&LR mit ihrem Projekt weiterfahren, doch die Met erhielt das Recht auf eine Entschädigung zugesprochen. Eine temporäre Vereinbarung erlaubte es der MS&LR, ab dem 26. Juli 1898 täglich vier Kohlenzüge auf den Strecken der Met verkehren zu lassen. Die MS&LR wünschte, diese Züge auch über die GWR-Strecke zwischen Aylesbury und Princes Risborough nach London hinein verkehren zu lassen, doch die Met hielt entgegen, dass dies nicht Teil der Vereinbarung sei. In den frühen Morgenstunden des 30. Juli 1898 verweigerte die Met in Quainton Road einem Zug, der über die GWR-Strecke verkehren sollte, die Weiterfahrt, so dass dieser nach Norden umkehren musste. In einer anschließenden Anhörung vor Gericht erhielt die Met Recht, da es sich um eine temporäre Vereinbarung handelte.
1897 änderte die MS&LR ihren Namen in Great Central Railway (GCR), um ihre Ambitionen zu verdeutlichen. Am 15. März 1899 wurde die Great Central Main Line zwischen London Marylebone und Manchester Central für den Fahrgastverkehr eröffnet. Verhandlungen zwischen der GCR und der Met über die Nutzung des Streckenabschnitts südlich von Quainton Road zogen sich über mehrere Jahre hin, bis sich beide Gesellschaften 1906 darauf einigten, dass die GCR zwei Gleise zwischen Canfield Place und Harrow für 20 000 Pfund jährlich leasen würde. GCR und Met gründeten das Gemeinschaftsunternehmen Metropolitan and Great Central Joint Railway (M&GCJR), das die Strecke von Harrow nach Verney Junction sowie die Brill-Zweigstrecke für 44 000 Pfund jährlich leaste. Im Gegenzug verpflichtete sich die GCR dazu, auf der Strecke Verkehrsleistungen im Wert von mindestens 45 000 Pfund zu erbringen. Der Bahnhof Aylesbury, der gemeinsam von der GWR und der Met betrieben worden war, wurde unter die Verwaltung eines Komitees der GW&GCJR und der M&GCJR gestellt. Die M&GCJC übernahm die Betriebsführung der übrigen Bahnhöfe und der Strecke, verfügte aber über kein eigenes Rollmaterial. In den ersten fünf Jahren stellte die Met das Management zur Verfügung, während die GCR für die Buchhaltung zuständig war, danach wechselten beide Gesellschaften bis 1926 alle fünf Jahre ihre Rolle. Den Unterhalt der Strecke besorgte die Met südlich des Meilensteins 28,5 (südlich von Great Missenden), die GCR nördlich davon. Die Great Central Line fiel 1969 der Beeching-Axt zum Opfer.

### Elektrifizierung (1900–1914)

#### Entwicklung

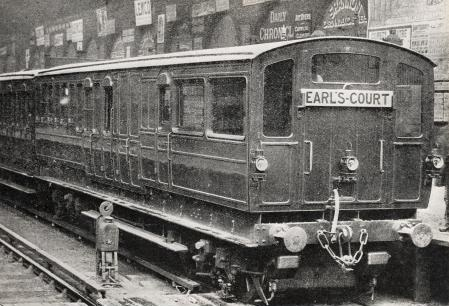
Elektrischer Versuchstriebwagen der Met und der District, der 1900 sechs Monate lang eingesetzt wurde

Zu Beginn des 20. Jahrhunderts erwuchsen den angestammten, mit Dampflokomotiven betriebenen Unterpflasterbahnen zunehmende Konkurrenz durch neue elektrische Röhrenbahnen im Zentrum Londons. Die Inbetriebnahme der Central London Railway von Shepherd’s Bush zur City of London mit einem Einheitstarif von zwei Pence führte dazu, dass die District und die Met zwischen der zweiten Jahreshälfte 1899 und der zweiten Jahreshälfte 1900 zusammen vier Millionen Fahrgäste verloren. Die rauchgeschwängerte Luft in den Tunneln war bei den Fahrgästen zunehmend unbeliebt und die Elektrifizierung bot sich als Lösung an. Bereits in den 1880er Jahren hatte die Met die Elektrifizierung erwogen, doch steckte diese neuartige Traktionsart noch in den Kinderschuhen. Ebenso war wegen des gemeinsamen Besitzes der Ringlinie eine Vereinbarung mit der District erforderlich. Ein gemeinsam beschaffter Versuchszug mit sechs Wagen verkehrte von Mai bis November 1900 auf dem District-Abschnitt zwischen High Street Kensington und Earl’s Court. Der Versuchsbetrieb mit Fahrgästen erwies sich als Erfolg und 1901 folgte eine Ausschreibung. Basierend auf der Empfehlung eines gemeinsam eingesetzten Komitees einigten sich die Met und die District auf ein Dreiphasenwechselstrom-System mit Oberleitung, ein Angebot des ungarischen Herstellers Ganz.
1902 übernahm die Underground Electric Railways Company of London (UERL) die Kontrolle über die District. Diese Holding stand unter der Leitung des amerikanischen Finanziers Charles Tyson Yerkes, der aufgrund seiner in den USA gesammelten Erfahrungen ein Gleichstromsystem mit Stromschiene bevorzugte, ähnlich wie bei der City and South London Railway und der Central London Railway. Nach einem Schiedsgerichtsverfahren des Board of Trade einigte man sich auf Gleichstrom mit zwei Stromschienen. Beide Gesellschaften wollten sowohl Triebwagen als auch Elektrolokomotiven verwenden. Im Dezember 1904 nahm die Met in Neasden ein Kohlekraftwerk mit einer installierten Leistung von 10,5 MW in Betrieb. Dieses erzeugte eine elektrische Spannung von 11 kV bei 33,3 Hz, die in fünf Umspannwerken zu 600 V umgewandelt wurde.
Inzwischen hatte die District mit dem Bau einer Strecke von Ealing nach South Harrow begonnen, auch besaß sie die Genehmigung für eine Verlängerung nach Uxbridge. 1899 steckte die District in Finanznöten, woraufhin die Met ein Rettungspaket anbot: Sie würde eine Zweigstrecke von Harrow nach Rayners Lane bauen und die anschließende Strecke nach Uxbridge übernehmen. Dabei erhielte die District das Recht zugestanden, stündlich bis zu drei Züge darauf verkehren zu lassen. Im selben Jahr verabschiedete das Parlament ein entsprechendes Gesetz und im September 1902 begann der Bau der 12,1 km langen Zweigstrecke. Diese erforderte 28 Brücken und bei Harrow einen 2,4 km langen Viadukt mit 71 Bögen. Während der Bauarbeiten beschloss die Met, die Uxbridge-Zweigstrecke zu elektrifizieren, zusammen mit der Strecke von Baker Street nach Harrow, der Ringlinie sowie den Gemeinschaftsstrecken der GWR und der H&CR. Die Met eröffnete die Strecke nach Uxbridge am 30. Juni 1904, wobei zunächst dampflokomotivbespannte Züge zum Einsatz kamen. Aufgrund der noch geringen Bebauungsdichte kamen Zwischenstationen erst in den folgenden Jahren hinzu.

#### Elektrischer Betrieb
Elektrische Triebwagen wurden ab dem 1. Januar 1905 eingesetzt, bis zum 20. März verkehrten alle Nahverkehrszüge zwischen Baker Street und Harrow elektrisch. Am 1. Juli 1905 setzten die Met und die District Triebzüge auf der Ringlinie ein, doch am selben Tag stieß ein Met-Triebwagen die Pluspol-Leitung auf dem District-Abschnitt um. Es stellte sich heraus, dass die Stromabnehmer der Met-Züge nicht mit den District-Stromschienen harmonierten. Die Met-Züge wurden daraufhin abgezogen und angepasst. Als der elektrische Betrieb am 24. September 1905 vollständig aufgenommen werden konnte, verringerte sich die Fahrzeit für die gesamte Ringlinie von 70 auf 50 Minuten.
Die GWR errichtete bei Park Royal ein 6-MW-Kraftwerk und elektrifizierte die Strecke zwischen Paddington und Hammersmith sowie die Zweigstrecke von Latimer Road nach Kensington (Addison Road). Am 5. November 1906 nahm sie mit Rollmaterial, das sie gemeinsam mit der Met besaß, den elektrischen Betrieb auf der H&CR auf. Im selben Jahr stellte die Met den Betrieb auf der East London Railway ein und ihre Züge wendeten vorübergehend im Bahnhof Whitechapel der District. Ab 31. Dezember 1906 verkehrten elektrische Züge auf der H&CR nur noch bis Hammersmith, die kurze Verbindung zu den Gleisen der L&SWR in Richtung Richmond wurde daraufhin noch weitere vier Jahre lang von Dampftriebwagen der GWR befahren.
Die Strecke nordwestlich von Harrow in Richtung Verney Junction war nicht elektrifiziert worden. Züge ab Baker Street wurden zunächst mit elektrischen Lokomotiven bespannt und unterwegs gegen Dampflokomotiven gewechselt. Ab dem 1. Januar 1907 erfolgte dieser Lokwechsel im Bahnhof Wembley Park, ab dem 19. Juli 1908 in Harrow. Während der Hauptverkehrszeit betrieb die GWR weiterhin durchgehende Züge bis in die City of London, wobei ab Januar 1907 die Dampflokomotiven in Paddington gegen elektrische Lokomotiven gewechselt wurden. Durchgehende Güterzüge zur Smithfield-Fleischmarkthalle sowie einzelne Ausflugszüge wurden auf der Ringlinie weiterhin mit Dampflokomotiven bespannt. 1908 bestimmte die Met Robert Selbie zum Geschäftsführer, eine Position, die er bis 1930 innehatte. 1912 wurde die Station Baker Street umgebaut und besaß nun vier Gleise mit zwei Mittelbahnsteigen. Um das steigende Verkehrsaufkommen zu bewältigen, baute die Met weitere viergleisige Abschnitte: 1913 von Finchley Road bis Kilburn und 1915 von Kilburn bis Wembley Park. Der Streckenabschnitt zwischen Baker Street und Finchley Road blieb weiterhin zweispurig, so dass ein Flaschenhals bestand.

#### Zögerliche Kooperation mit London Underground

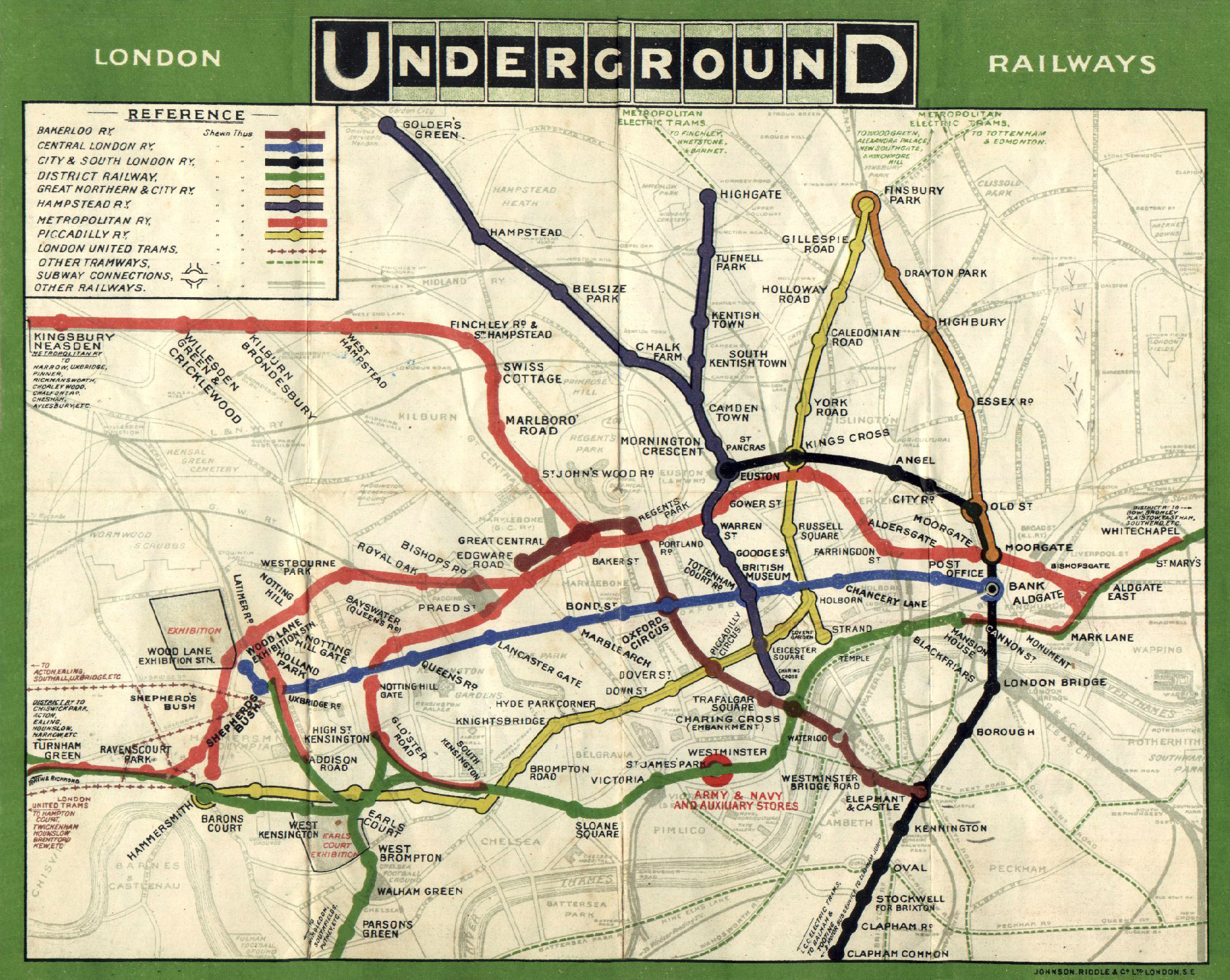
Gemeinsam publizierter UNDERGROUND-Liniennetzplan von 1908, die Met ist rot eingezeichnet

Um für Reisen mit den Londoner Untergrundbahnen zu werben, schlossen die Gesellschaften eine gemeinsame Marketing-Vereinbarung ab. 1908 schloss sich die Met diesem Programm an, das Liniennetzpläne, gemeinsame Werbung und durchgehende Fahrscheine umfasste. Im Stadtzentrum erhielten die Stationen Beschilderungen mit dem Markennamen UNDERGROUND. Schließlich kontrollierte die UERL sämtliche U-Bahnen mit Ausnahme der Met und der Waterloo & City Line. Sie führte Stationsschilder mit roter Scheibe und blauem Balken ein (dieses Logo wird bis heute in abgewandelter Form genutzt). Die Met reagierte mit eigenen Stationsschildern, zusammengesetzt aus einem roten Diamanten und blauem Balken. Eine weitergehende Kooperation in Form einer Geschäftsführerkonferenz geriet ins Stocken, als sich Robert Selbie 1911 zurückzog. Die Central London Railway hatte ohne jegliche Rücksprache mit der Konferenz die Preise für Jahresabonnements bedeutend niedriger angesetzt als jene auf den konkurrierenden Strecken der Met. Selbie lehnte eine vorgeschlagene Fusion mit der UERL ab; im November 1912 stellte eine Pressemitteilung klar, dass die Interessen der Met vorrangig außerhalb Londons, bei Kooperationen mit Fernbahngesellschaften und beim Güterverkehr lägen.

#### East London Railway
Nachdem sich die Met und die District 1906 von der East London Railway zurückgezogen hatten, führten die South Eastern Railway (SER), die London, Brighton and South Coast Railway (LB&SCR) und die Great Eastern Railway den Bahnbetrieb durch. Sowohl die Met als auch die District wünschten die Elektrifizierung der Strecke, wollten aber nicht die gesamten Kosten selbst tragen. Es kam zu Verhandlungen zwischen den involvierten Gesellschaften, die 1911 eine Einigung erzielten. Die Strecke sollte elektrifiziert werden, wobei die UERL den Strom liefern und die Met den Zugbetrieb durchführen würde. Die entsprechende Genehmigung des Parlaments lag 1912 vor und ab dem 31. März gab es nach einer sechseinhalbjährigen Unterbrechung wieder einen U-Bahn-Betrieb auf der Strecke. Von New Cross und New Cross Gate aus, den Bahnhöfen der SER und der LB&SCR, betrieb die Met stündlich zwei Züge nach South Kensington sowie acht Pendelzüge nach Shoreditch. Die heute als East London Line bezeichnete Strecke blieb bis 2007 eine U-Bahn-Linie, danach wurde sie in das S-Bahn-Netz von London Overground integriert.

#### Great Northern & City Railway
1891 stellte der Bauingenieur James Henry Greathead Pläne für eine Bahnstrecke zwischen Finsbury Park und Moorgate vor. Auf dieser sollten Züge der Great Northern Railway (GNR) direkt in die City of London verkehren, ohne einen Umweg über King’s Cross machen zu müssen. Die GNR stand den Plänen zunächst aufgeschlossen gegenüber, doch der Baubeginn verzögerte sich bis 1898 und die Bahngesellschaft kündigte die Kooperation mit der verantwortlichen Great Northern & City Railway (GN&CR) auf. Trotz dieses Rückschlags baute die GN&CR die Strecke dennoch, wobei die Tunnel das übliche Lichtraumprofil der britischen Eisenbahnen und somit einen wesentlich größeren Durchmesser als bei den Londoner Röhrenbahnen erhielten. Die weitgehend unterirdische Strecke wurde am 14. Februar 1904 eröffnet, ohne Gleisverbindung zur GNR in Finsbury Park.
Aus Sorge, die GNR könnte ihre Haltung ändern und ihre Moorgate-Züge über die GN&CR anstatt wie bisher über die Widened Lines verkehren lassen, strebte die Met danach, die Direktverbindung zu erwerben. 1912 brachte sie einen Gesetzesentwurf ein, der es ihr zusätzlich erlauben würde, die GN&CR mit der Ringlinie und der Waterloo & City Line zu verbinden. Das Parlament genehmigte 1913 die Übernahme, strich jedoch die Zusatzprojekte aus dem Gesetz, nachdem Grundstücksbesitzer in der City dagegen Beschwerde eingelegt hatten. 1914 präsentierten die Met und die GNR einen gemeinsamen Gesetzesentwurf, der es erlaubt hätte, in Finsbury Park eine Gleisverbindung zu errichten (was den ursprünglichen Plänen von 1891 entsprochen hätte). Dieses Mal erhob die North London Railway Einspruch und die Initianten zogen den Entwurf zurück.

### Erster Weltkrieg und „Metro-land“ (1914–1932)
Wenige Tage nach Ausbruch des Ersten Weltkriegs wurde die Met in betrieblicher Hinsicht unter die Aufsicht des Railway Executive Committee gestellt, einer Regierungsbehörde. Die Met musste beim Personal markante Abgänge verkraften, da viele Angestellte sich freiwillig zum Kriegseinsatz gemeldet hatten. 1915 begann die Met, Frauen als Fahrkartenverkäuferinnen und Schaffnerinnen einzusetzen. Während des Krieges hatten die Widened Lines eine große strategische Bedeutung als Verbindung für Truppentransporte und Güterzüge zwischen den Bahnstrecken im Norden und den Häfen am Ärmelkanal. In den vier Kriegsjahren nutzten 26 047 militärische Züge die Widened Lines, die über 254 000 Tonnen Material transportierten. Wegen der engen Bögen konnten Lazarettzüge mit heimkehrenden Verwundeten die Strecke nicht befahren. Die behördliche Aufsicht endete am 15. August 1921.

#### Entwicklung von „Metro-land“

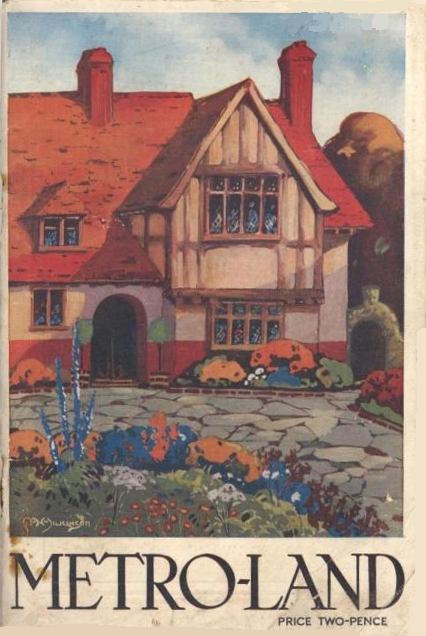
Titelblatt des Metro-land Guide 1921

Vom Parlament beschlossene Gesetze zum Bau von Bahnstrecken erlaubten es den Gesellschaften, an der vorgesehenen Trasse Enteignungen durchzuführen. Manchmal kauften sie den Landbesitzern größere Grundstücke ab, als sie eigentlich benötigten, um sich die damit verbundenen rechtlichen Hindernisse zu ersparen. Nach Vollendung der Strecke waren die Bahngesellschaften dazu verpflichtet, betrieblich nicht notwendige Grundstücke innerhalb einer bestimmten Frist zum selben Preis an die ursprünglichen Besitzer zurückzuverkaufen; diese profitierten dann von einer Wertsteigerung aufgrund der besseren Erreichbarkeit. Die Met hingegen befand sich in einer privilegierten Position: Als einzige britische Bahngesellschaft hatte sie durch geschicktes Lobbyieren im Parlament erreicht, dass sie keinem Verkaufszwang unterworfen war. Die Grundstücke, die sie somit behalten durfte, wurden zunächst durch das Land Committee verwaltet, das sich aus Direktoren der Met zusammensetzte. In den 1880er Jahren, als die Met über Swiss Cottage hinaus expandierte und die Eisenbahnersiedlung in Neasden baute, ließ sie im Willesden Park Estate Straßen und Kanalisation errichten und verkaufte die parzellierten Grundstücke gewinnbringend an Bauunternehmer. Ein ähnliches Projekt folgte in Cecil Park bei Pinner und nach dem Scheitern des Watkins Tower wurden auch in Wembley Park Grundstücke verkauft.
Robert Selbie kam 1912 zum Schluss, dass beim Grundstücksverkauf mehr Professionalität erforderlich sei und schlug die Gründung einer separaten Gesellschaft vor, die anstelle des Land Committee neue Siedlungen entlang der Bahnstrecken entwickeln sollte. Durch den Ersten Weltkrieg verzögerten sich diese Pläne um Jahre. Die Met war besorgt, dass das Parlament ihre exklusive rechtliche Situation überdenken könnte und suchte juristischen Rat. Ein Gutachten ergab, dass das Besitzrecht an den Grundstücken unbestritten war, die Met aber nicht befugt war, diese selbst zu erschließen. Als sich 1919 ein Bauboom abzuzeichnen begann, erfolgte die Gründung der Metropolitan Railway Country Estates Limited (MRCE), wobei mit einer Ausnahme alle Verwaltungsräte auch der Geschäftsleitung der Met angehörten. Die MRCE erschloss die Wohnsiedlungen Kingsbury Garden Village bei Neasden, Wembley Park, Cecil Park und Grange Estate bei Pinner, Cedars Estate bei Rickmansworth sowie Harrow Garden Village.
Den Begriff Metro-land kreierte 1915 die Marketingabteilung der Met, als sie dem bisher publizierten Guide to the Extension Line den neuen Namen Metro-land gab. Dieser Reiseführer mit hohem Inserateanteil kostete zwei Pence und stellte die von der Met erschlossene Region vor. Er richtete sich an Besucher, Wanderer und Radfahrer, insbesondere aber an potenzielle Hauskäufer. Der bis 1932 jährlich erscheinende Reiseführer pries die Vorzüge der „guten Luft in den Chilterns“ an, wobei er bisweilen eine äußerst blumige Sprache verwendete. Angepriesen wurde ein angenehmes Leben in einem modernen Haus inmitten einer schönen Landschaft, mit einer schnellen Bahnverbindung ins Zentrum Londons. Die entlang der Met entstandenen Vorortssiedlungen entsprachen überwiegend dem vom Ebenezer Howard propagierten Ideal der Gartenstadt und lockten hauptsächlich Familien der Mittelschicht an. Innerhalb weniger Jahrzehnte vervielfachte sich die Bevölkerung in der von der Met erschlossenen Region.
Die Met war auch im Stadtzentrum im Immobiliengeschäft involviert. Bekanntestes Beispiel ist der 1929 eröffnete Chiltern Court, ein großes Appartementgebäude, das über dem Bahnhof Baker Street errichtet wurde. Es umfasste zahlreiche Läden und luxuriöse Wohnungen mit drei bis zehn Zimmern. Prominente Bewohner wie die Schriftsteller Arnold Bennett und H. G. Wells oder der Künstler Edward McKnight Kauffer sorgten für einen zusätzlichen Werbeeffekt. Der Architekt war Charles Walter Clark, der in dieser Epoche auch für die Planung mehrerer Stationsneubauten im äußeren Teil von „Metro-land“ verantwortlich war.

#### Weitere Verbesserungen der Infrastruktur
Die Einführung leistungsstärkerer elektrischer Lokomotiven erforderte 1923 die Erhöhung der installierten Leistung im Kraftwerk Neasden auf 35 MW. Ab dem 5. Januar 1925 verkehrten elektrische Züge über Harrow hinaus bis nach Rickmansworth. Dies erlaubte es, den Lokwechsel auf Dampflokomotiven dorthin zu verlegen. In den Jahren 1924 und 1925 fand die British Empire Exhibition statt. Zur Bewältigung der erwarteten Besuchermassen baute die Met die Station Wembley Park um; sie erhielt einen neuen Mittelbahnsteig, von wo aus eine gedeckte Fußgängerbrücke zum Ausstellungsgelände führte. Am einstigen Standort des Watkins Tower entstand eine nationale Sportarena, das Wembley-Stadion mit einer Kapazität von 125 000 Zuschauern. Das Stadion wurde am 28. April 1923 mit dem Finale des FA Cup zwischen den Bolton Wanderers und West Ham United eröffnet. Vor Spielbeginn kam es zu chaotischen Szenen, als weit mehr Menschen in das Stadion strömten, als es die Kapazität zuließ. In der 1926er Ausgabe von Metro-land prahlte die Met, dass sie an jenem Tag über 152 000 Fahrgäste nach Wembley Park befördert habe.

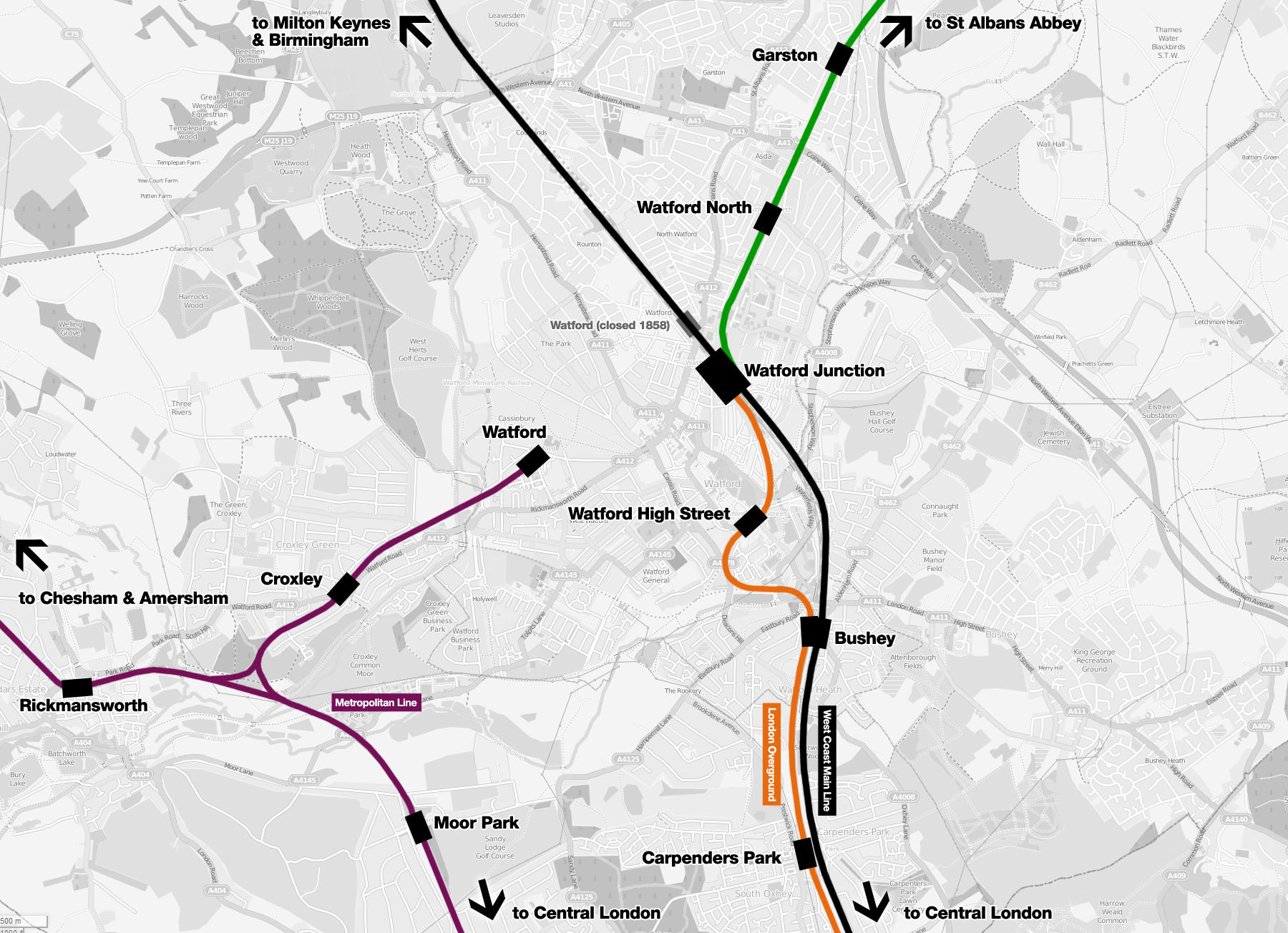
Bahnstrecken rund um Watford

Obwohl es in Watford seit 1837 einen Bahnhof an der West Coast Main Line gab, hatte sich die örtliche Vereinigung der Gewerbetreibenden 1895 an die Met gewandt und einen Vorschlag für eine über Stanmore nach Watford führende Strecke unterbreitet. Zusammen mit der Distriktsverwaltung trat sie 1904 nochmals an die Met heran, um über eine kürzere Zweigstrecke von Rickmansworth und Moor Park her zu diskutieren. 1906 wurde eine mögliche Trasse vermessen und sechs Jahre später brachten die Met und die GCR gemeinsam einen Gesetzesentwurf für eine Zweigstrecke bis ins Stadtzentrum ein. Ein geplanter Damm mitten durch den Cassiobury Park stieß auf lokalen Widerstand, sodass die Strecke zu einer Endstation unmittelbar südlich des Parks verkürzt wurde. Das revidierte Gesetz trat am 7. August 1912 in Kraft, doch der Kriegsausbruch 1914 zögerte den Baubeginn um Jahre hinaus. Nach Kriegsende sicherte das 1921 verabschiedete Handelserleichterungsgesetz finanzielle Garantien der Regierung für Großprojekte zu. Dadurch begünstigt, konnten die Bauarbeiten 1922 aufgenommen werden. Die Met eröffnete die Zweigstrecke am 2. November 1925. Triebzüge verkehrten via Moor Park und Baker Street bis Liverpool Street, mit Dampflokomotiven bespannte Züge der London and North Eastern Railway (LNER), die 1923 an die Stelle der GCR getreten war, bis Marylebone. Die Met betrieb auch einen Pendelzug über eine Verbindungskurve nach Rickmansworth.

Projekt einer Entlastungsstrecke von Kilburn & Brondesbury nach Edgware Road (1925)

1924/1925 ersetzte die Met die niveaugleiche Verzweigung nördlich von Harrow durch ein 370 m langes Überwerfungsbauwerk, um die Züge der Hauptstrecke und der Uxbridge-Zweigstrecke voneinander zu trennen. 1927 unternahm die Met einen weiteren Versuch, die Watford-Zweigstrecke durch den Cassiobury Park ins Stadtzentrum zu verlängern. Sie erwarb an der zentralen Watford High Street eine Immobilie mit der Absicht, sie in ein Stationsgebäude umzubauen. Die Pläne für einen Tunnel unter dem Park erwiesen sich als kontrovers und die Met gab die Pläne auf. Über 90 Jahre später soll mit dem Croxley Rail Link doch noch eine Verbindung zwischen Rickmansworth und Watford entstehen, wenn auch auf einer anderen Route.
Bei Finchley Road verblieb ein Flaschenhals, wo sich die Express- und Nahverkehrsgleise vereinten. 1925 stellte die Met ein Projekt für zwei neue Tunnelröhren vor, die nordwestlich von Kilburn & Brondesbury abzweigen und via Edgware Road zur Baker Street führen sollten. Das Projekt wurde nicht weiterverfolgt, nachdem das Verkehrsministerium seine Verordnung über die „Anforderungen an Passagierlinien“ revidiert hatte. Diese verlangten in tief liegenden Tunnelröhren Notausgänge an den Zugsenden, doch entsprach das nördlich von Harrow eingesetzte Rollmaterial nicht diesen Anforderungen. Die Station Edgware Road war mit vier Bahnsteigen neu gebaut worden und verfügte über Zugzielanzeiger, die Destinationen wie Uxbridge und Verney Junction anzeigten.
1929 begann der Bau einer Zweigstrecke von Wembley Park nach Stanmore, um das neue Wohngebiet Canons Park zu erschließen. Erneut sicherte die Regierung die Finanzierung zu. Das Projekt umfasste auch den Ausbau auf vier Spuren zwischen Wembley Park und Harrow. Die Zweigstrecke wurde am 9. Dezember 1932 eröffnet und war somit das letzte Großprojekt der Met als eigenständige Gesellschaft.

### Übergang an den London Passenger Transport Board (1933)
Die Erschließung von Metro-land-Grundstücken nahe ihren Strecken machte einen bedeutenden Teil der Einnahmen aus. Stets war die Met in der Lage, eine Dividende an ihre Aktionäre auszuschütten, wenn auch ihre Höhe oft Schwankungen unterworfen war. Die Rechnungsabschlüsse der frühen Jahre sind mit Vorsicht zu genießen, doch gegen Ende des 19. Jahrhunderts betrug die Dividende 5 %. Ab 1900 sank sie kontinuierlich, da elektrische Straßenbahnen und die Central London Railway der Met Fahrgäste abspenstig machten. 1907/08 erreichte sie einen Tiefststand von 0,5 %. Als die Fahrgäste nach der Elektrifizierung wieder vermehrt die Met nutzten, stieg sie auf 2 % in den Jahren 1911 bis 1913. Der Ausbruch des Ersten Weltkriegs hatte eine Halbierung auf 1 % zur Folge, 1921 erlaubte der bessere Geschäftsgang eine Dividende von 2,25 %. Aufgrund des Nachkriegs-Baubooms stieg sie bis 1924/25 auf 5 %. Der Generalstreik von 1926, von dem insbesondere das Verkehrswesen betroffen war, verursachte eine Senkung der Dividende auf 3 %; diese stieg bis 1929 wieder auf 4 %.

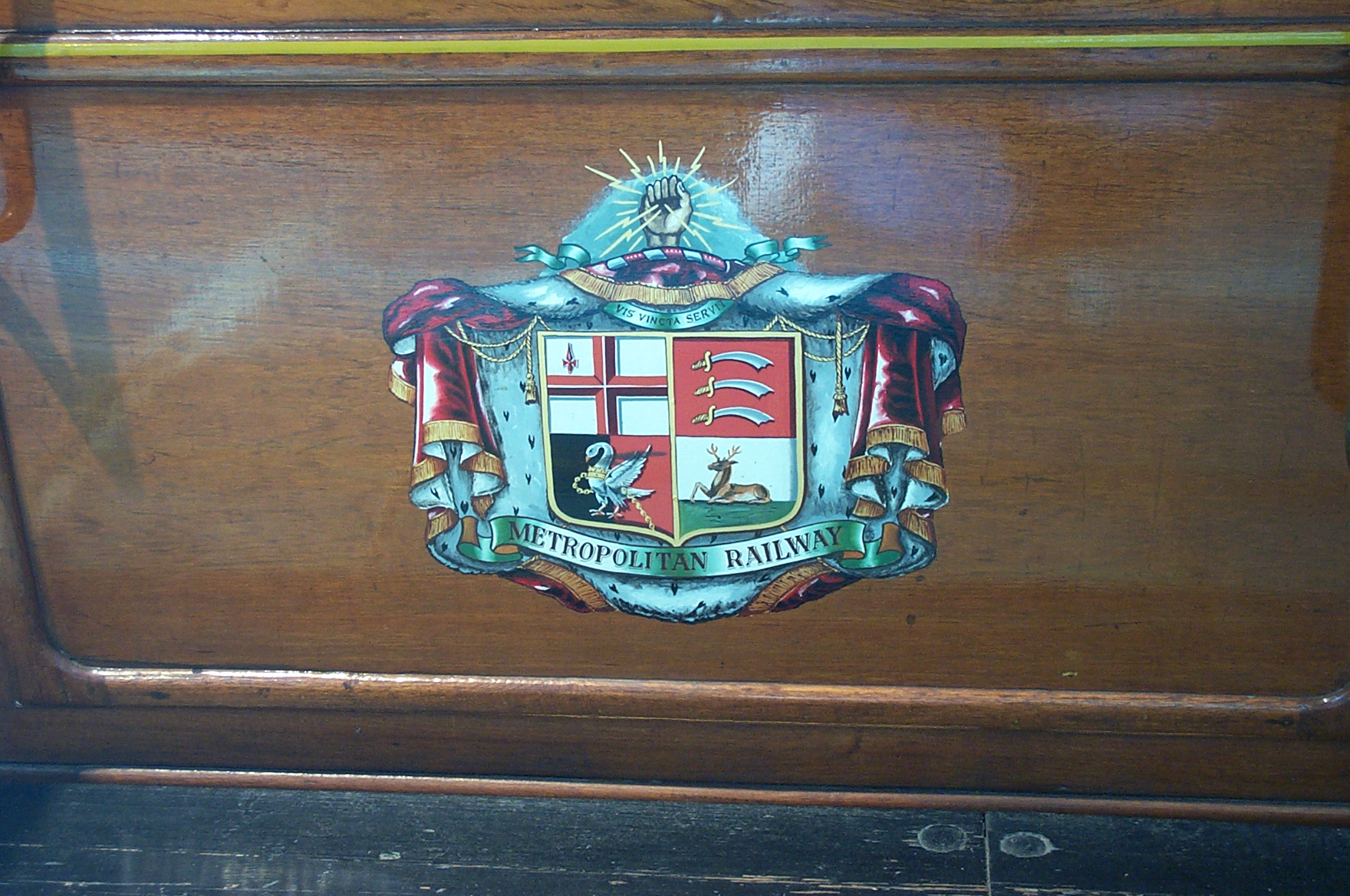
Wappen der Metropolitan Railway. Geviert: erstes Feld, ein Kreuz und ein Schwert (London); zweites Feld, drei Schwerter (Middlesex); drittes Feld, ein Schwan (Buckinghamshire); viertes Feld, ein Hirsch (Hertfordshire)

1913 hatte die Met eine von der UERL vorgeschlagene Fusion zurückgewiesen und blieb unter der Führung von Robert Selbie hartnäckig auf ihrem unabhängigen Kurs. Der Railways Act 1921, der 1923 in Kraft trat, führte zur Zusammenlegung von über 120 Eisenbahnunternehmen zu vier Gesellschaften. in der Entwurfsphase war auch die Met in der Liste der zu fusionierenden Unternehmen enthalten, doch verzichtete das Parlament letztlich darauf, die Londoner U-Bahnen zusammenzulegen.
Als 1930 Vorschläge für die Vereinheitlichung des öffentlichen Nahverkehrs in London auf die Tagesordnung kamen, argumentierte die Met, dass sie denselben Status haben sollte wie die vier großen Bahngesellschaften. Auch sei sie wegen des Güterverkehrs inkompatibel mit den U-Bahnen der UERL. Die Regierung hingegen stellte die Met auf die gleiche Stufe wie die District, da sie gemeinsam die Ringlinie betrieben. Am 13. März wurde ein Gesetzesentwurf veröffentlicht, der zunächst hauptsächlich die Koordination der kleinen unabhängigen Busgesellschaften zum Ziel hatte. Die Met befürchtete, dies sei nur der erste Schritt zur Zwangsfusion und investierte 11 000 Pfund, um dagegen zu lobbyieren. Der Gesetzesentwurf überstand 1931 einen Regierungswechsel. Als die neue Regierung den Vorschlag machte, dass die Met unabhängig bleiben könne, falls sie ihre Betriebsrechte auf der Ringlinie aufgäbe, verzichtete die Gesellschaft auf eine Antwort. Der Verwaltungsrat machte sich daran, eine Entschädigung für die Aktionäre auszuhandeln, zumal die Fahrgastzahlen wegen der Auswirkungen der Weltwirtschaftskrise rückläufig waren. 1932, im letzten vollen Jahr ihrer Unabhängigkeit, schüttete die Met eine Dividende von 1 ⅝ % aus. Am 1. Juli 1933 wurde der London Passenger Transport Board (LPTB) als öffentlich-rechtliches Unternehmen gegründet, in dem die Met, die übrigen U-Bahnen sowie Straßenbahn- und Busgesellschaften aufgingen. Die Aktionäre der Met erhielten als Entschädigung LPTB-Anteile im Wert von 19,7 Millionen Pfund.

### Nachwirkung

Die heutige Metropolitan Line

Im vereinigten Londoner Nahverkehrssystem des LPTB, das unter dem Markennamen London Transport auftrat, wurde aus der Metropolitan Railway die Metropolitan Line. Der LPTB schloss am 30. November 1935 die Brill-Zweigstrecke, am 4. Juli 1936 den Abschnitt zwischen Quainton Road und Verney Junction. Während sich der LPTB auf den elektrischen Betrieb konzentrierte, führte die LNER in dessen Auftrag den verbliebenen Dampfbetrieb sowie den Güterverkehr durch. 1936 wurde die Metropolitan Line von Whitechapel nach Barking verlängert, parallel zur District Line. Das 1935 beschlossene New Works Programme löste umfangreiche Bauarbeiten aus. Ein Element dieses Investitionsprogramms war die Errichtung neuer Tunnel und Stationen der Bakerloo Line zwischen Baker Street und Finchley Road. Sie wurden am 20. November 1939 in Betrieb genommen, was es ermöglichte, den Lokalverkehr nach Wembley Park und auf der Stanmore-Zweigstrecke an die Bakerloo Line zu übertragen. Die Zweigstrecke wiederum ging 1979 an die neue Jubilee Line über. Im Londoner U-Bahn-Netz blieb die Great Northern and City Railway (mittlerweile als Northern City Line bezeichnet) isoliert und wurde als Sektion der Northern Line betrieben, bis British Rail sie 1976 übernahm und ins nationale Bahnnetz integrierte.
Nordwestlich von Rickmansworth kamen bis in die frühen 1960er Jahre Dampflokomotiven zum Einsatz. Am 12. September 1960 wurde der Streckenabschnitt zwischen Rickmansworth und Amersham elektrifiziert, zusammen mit der Zweigstrecke nach Chesham. Der letzte mit einer Dampflokomotive bespannte U-Bahn-Zug verkehrte am 9. September 1961. Am folgenden Tag übernahm British Rail auf dem letzten nichtelektrifizierten Abschnitt zwischen Amersham und Aylesbury den Betrieb und setzte dafür Dieseltriebzüge ein. Seit der Privatisierung von British Rail im Jahr 1996 ist auf der Bahnstrecke London–Aylesbury die Bahngesellschaft Chiltern Railways zuständig. Die Strecke Hammersmith–Barking wird seit 1990 unter der Bezeichnung Hammersmith & City Line betrieben. Die Metropolitan Line ist seither auf den Abschnitt Aldgate–Baker Street sowie auf die daran anschließenden nordwestlichen Zweigstrecken beschränkt.
Nach der Fusion von 1933 wurde der Markenname „Metro-land“ rasch fallengelassen. Schriftsteller wie George Robert Sims oder Evelyn Waugh sowie verschiedene Interpreten der Music-Hall-Szene hatten Metro-land aber bereits in den 1920er Jahren in ihren Werken verewigt, sodass der Begriff im kollektiven Gedächtnis haften blieb. John Betjeman weckte die Erinnerung an den Geist von Metro-land durch Gedichte wie Middlesex oder Baker Street Station Buffet, die 1954 im Sammelband A Few Late Chrysanthemums erschienen. Große Bekanntheit in der Öffentlichkeit erlangte Betjeman durch den Dokumentarfilm Metro-land, den die BBC erstmals am 26. Februar 1973 ausstrahlte. In Fernsehserien wie Mit Schirm, Charme und Melone, Simon Templar, Der Baron oder Randall & Hopkirk verfestigte sich das Stereotyp einer scheinbaren vorstädtischen Idylle mit dunklen Geheimnissen. 1980 veröffentlichte Julian Barnes den Bildungsroman Metroland, in der die Region eine bedeutende Rolle spielt. Basierend auf den Roman drehte Philip Saville 1997 den gleichnamigen Film, mit Christian Bale und Emily Watson in den Hauptrollen.

## Güterverkehr
Der Güterverkehr auf dem Streckennetz der Met begann am 20. Februar 1866, als die Great Northern Railway (GNR) regelmäßig Güterzüge über Farringdon zum Netz der London, Chatham & Dover Railway (LC&DR) verkehren ließ. Ab Juli 1868 folgte die Midland Railway (MR) diesem Beispiel. Neben der GNR und der MR errichtete auch die Great Western Railway in der Gegend um Farringdon einen Güterschuppen; der Anschluss erfolgte über die Widened Lines. Hingegen beschränkte sich die Met zunächst auf den Fahrgastverkehr. Dies änderte sich grundlegend mit dem Bau der Stammstrecke nordwestlich der Baker Street. 1880 sicherte sich die Met die Kohletransporte der Harrow District Gas Company. Zu diesem Zweck nutzte sie ein Rangiergleis, das von Finchley Road zu einem Kohlenlagerplatz in Harrow führte. An den neu hinzukommenden Abschnitten der Stammstrecke stattete die Met die meisten Stationen von Anfang an mit Güterschuppen und Kohlenlagerplätzen aus. Für London bestimmte Güter wurden zunächst in Willesden umgeschlagen, von wo aus sie mit Fuhrwerken oder mit Zügen der MR an ihre Zielorte gelangten. Später kamen weitere Verbindungen zum Netz der Great Central Railway hinzu, im Norden bei Quainton Road, im Süden bei Neasden.

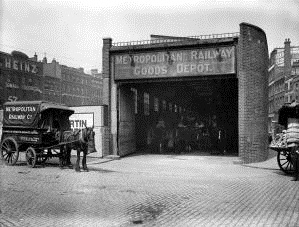
Güterschuppen an der Vine Street (um 1910)

1909 eröffnete die Met an der Vine Street nahe der Station Farringdon einen Güterschuppen; die zwei Abstellgleise waren je sieben Wagen lang und ermöglichten einen regelmäßigen Güterverkehr nach West Hampstead. Die maximal 14 Wagen zählenden Güterzüge wurden mit elektrischen Lokomotiven bespannt. Die Zugmasse war stadteinwärts auf 254 Tonnen beschränkt, auf dem Rückweg auf 229 Tonnen. 1910 wurden an der Vine Street 11 600 Tonnen Güter umgeschlagen; diese Zahl erhöhte sich bis 1915 auf 25 500 Tonnen. 1913 war die maximale Kapazität bereits überschritten worden, doch nach dem Ersten Weltkrieg spielten LKW-Transporte eine immer größere Rolle, sodass bis Ende der 1920er die umgeschlagene Gütermenge auf ein zu bewältigendes Maß sank.
Kohle für die Dampflokomotiven, das Kraftwerk in Neasden und die lokalen Gaswerke wurde über Quainton Road herangeschafft. Weitere wichtige Güter waren Milchlieferungen aus der Region um Aylesbury in die Londoner Vororte sowie Lebensmittellieferungen des Großhändlers Alfred Sutton & Son von der Vine Street nach Uxbridge. Fischlieferungen zum Billingsgate-Markt über die gemeinsam von der Met und der District betriebene Station Monument sorgten häufig für Beschwerden, da die Stationszugänge in einem „unbeschreiblich schmutzigen Zustand“ waren. Die District schlug einen separaten Eingang für die Fischlieferungen vor, doch es geschah nichts. Das Verkehrsaufkommen nahm spürbar ab, als die GCR Straßentransporte nach Marylebone einführte, doch das Fischproblem blieb bis 1936 bestehen. Der LPTB gab den Gestank als Grund dafür an, dass er die Paketbeförderung auf den Zügen der Ringlinie einstellte.
Für Straßentransporte beauftragte die Met anfänglich private Unternehmen, ab 1919 beschäftigte sie eigene Spediteure. 1932, ein Jahr bevor die Met ein Teil der London Underground wurde, verfügte die Gesellschaft über 544 Güterwagen. Sie beförderte 165 376 Tonnen Kohle, 2 517 980 Tonnen Rohstoffe und 1 031 797 Tonnen Güter.

## Rollmaterial

### Dampflokomotiven

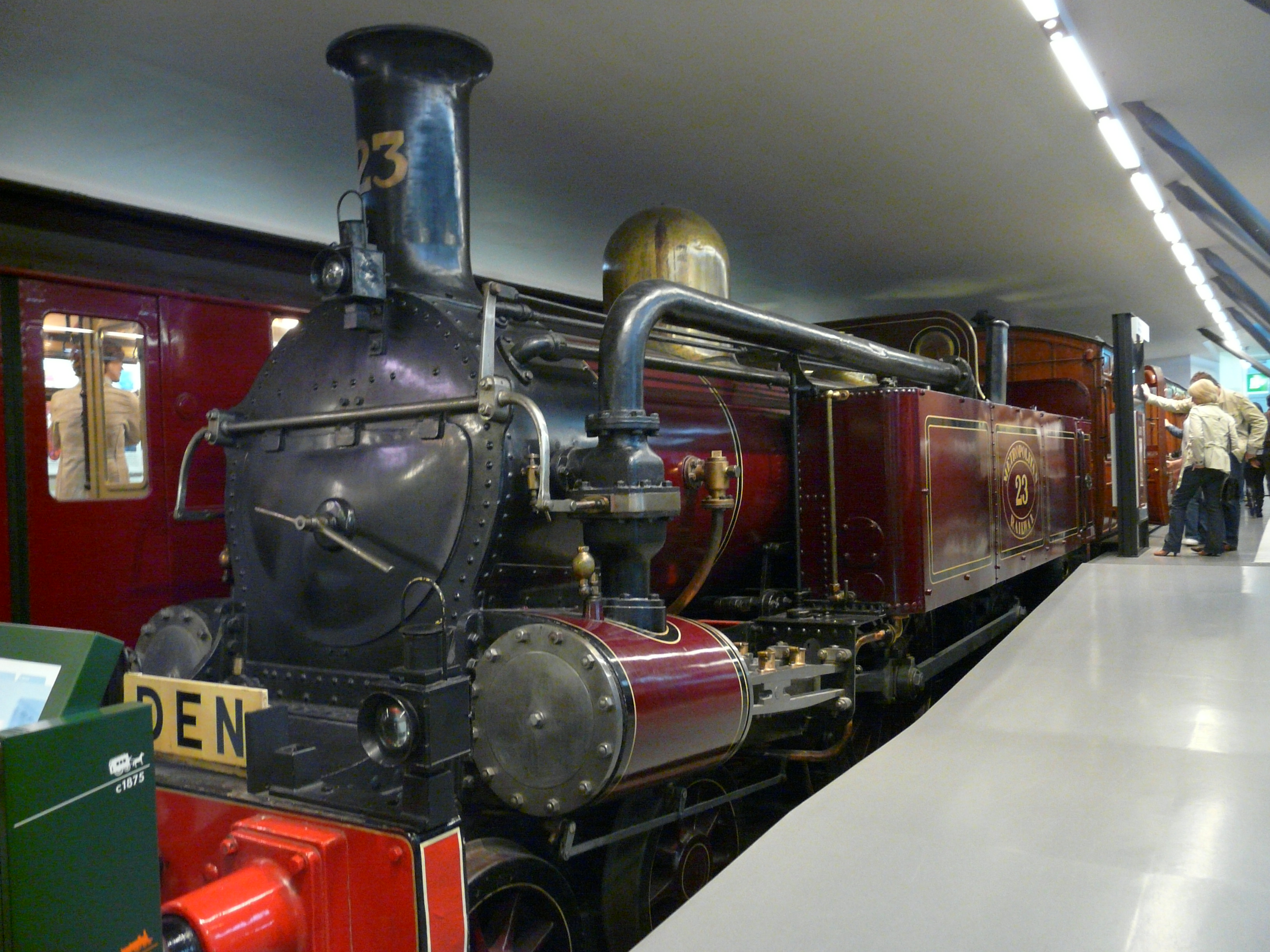
A Class Nr. 23 im London Transport Museum

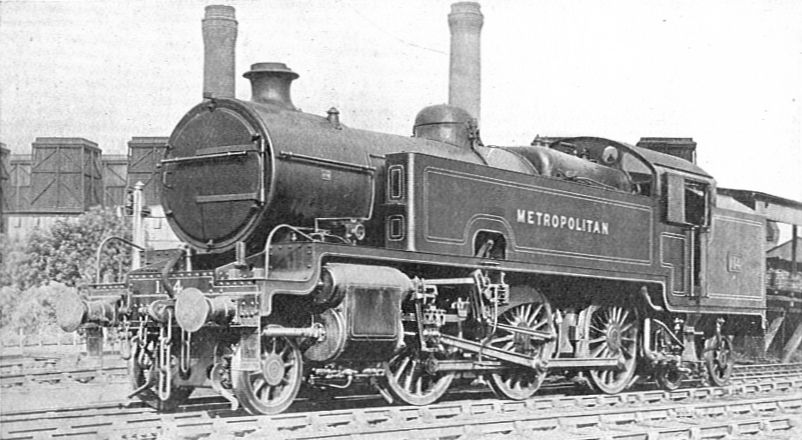
K Class für Güterzüge (1928)

Besorgnis über Rauch und Dampf in den Tunneln führte zur Entwicklung neuartiger Dampflokomotiven. 1861 fanden vor der Eröffnung der ersten Strecke Testfahrten mit einer experimentellen Lokomotive von John Fowler statt, die den Spitznamen „Fowler’s Ghost“ trug. Sie speicherte Energie in erhitzten Ziegelsteinen nach dem Wärmespeicher-Prinzip, war aber nicht erfolgreich. Aus diesem Grund griff die Met für die ersten Reisezüge auf breitspurige Lokomotiven der Great Western Railway zurück, von Daniel Gooch entworfene Tender-Kondensationslokomotiven der GWR Metropolitan Class mit der Achsfolge 1B. Sie wurden durch normalspurige Lokomotiven der Great Northern Railway abgelöst, bis die Met von Beyer-Peacock in Manchester ihre eigenen 2’B-Lokomotiven erhielt. Ihr Design wird häufig dem Met-Chefingenieur John Fowler zugeschrieben, doch handelt es sich um eine Weiterentwicklung einer Beyer-Lokomotive, die für die spanische Bahngesellschaft Ferrocarril de Tudela a Bilbao gebaut worden war. Fowler legte lediglich den Durchmesser der Treib- und Kuppelradsätze fest, die Achslast und die Möglichkeit, enge Bögen zu befahren. 1864 wurden 18 dieser Lokomotiven bestellt, die alle einen Namen trugen. 1870 gab es insgesamt 40 Exemplare. Um auf den unterirdischen Strecken die Rauchentwicklung einzudämmen, wurde zuerst Koks verfeuert, ab 1869 rauchlose Anthrazitkohle aus Wales.
Zwischen 1879 und 1885 erhielt die Met 24 Exemplare einer modernisierten Version ihrer bisherigen Lokomotiven. Ursprünglich hatten sie einen hellen olivgrünen Anstrich mit schwarzen und gelben Streifen; die Schornsteine waren mit Kupfer verkleidet, der Dampfdom bestand aus poliertem Messing. 1885 führte die Met einen dunkelroten Anstrich ein. Der als Midcared bezeichnete Farbton blieb die Standardfarbe der Met und wurde 1933 vom London Passenger Transport Board als Linienfarbe der Metropolitan Line übernommen. Als die Met 1925 ihre Lokomotiven mit Buchstaben klassifizierte, erhielten die beiden ersten Baureihen die Bezeichnung A Class und B Class. Während des Baus der M&SJWR nordwestlich der Baker Street waren die Verantwortlichen der Ansicht, dass die Lokomotiven sich auf der Steigung abmühen würden, weshalb 1868 fünf Loks der Worcester Engine Works mit der Achsfolge C geliefert wurden. Allerdings stellte sich heraus, dass die Lokomotiven der Reihen A und B die Züge problemlos befördern konnten, weshalb die Met die Dreikuppler in den Jahren 1873 und 1875 an die walisische Taff Vale Railway verkaufte.
Für das expandierende Streckennetz nordwestlich der Baker Street waren weitere Lokomotiven erforderlich. 1891 erhielt die Met vier Lokomotiven der C Class (Achsfolge B2’), eine Weiterentwicklung der Q Class der South Eastern Railway. 1894 folgten zwei Loks der D Class für Züge zwischen Aylesbury und Verney Junction. Diese waren nicht mit der Kondensationseinrichtung versehen, die für den Tunnelbetrieb südlich von Finchley Road erforderlich war. 1896 baute die Met in ihrem Betriebswerk Neasden zwei Loks der E Class mit der Achsfolge B2’ und 1898 eine weitere, um die Nummer 1 der Reihe A zu ersetzen, die bei einem Unfall beschädigt worden war. Hawthorn, Leslie & Company baute 1900/01 vier weitere Exemplare der Reihe E. 1901 kamen zur Bewältigung des steigenden Güterverkehrsaufkommens auf der nordwestlichen Stammstrecke vier Loks der F Class (C2’) hinzu, die sich minimal von der Reihe E unterschieden. 1897/98 erhielt die Met zwei Satteltanklokomotiven (Achsfolge C), nach einem Standarddesign von Peckett and Sons. Die Met gab ihnen keine Reihenbezeichnung und setzte sie üblicherweise in Neasden und Harrow für Rangieraufgaben ein.
Die Elektrifizierung der zentrumsnahen Strecken in den Jahren 1905/06 machte viele der Lokomotiven überflüssig. Bis 1907 wurden 40 Maschinen der Reihen A und B verkauft oder verschrottet, bis 1914 blieben nur 13 Exemplare für Rangieraufgaben und Arbeitszüge oder für Züge auf der Strecke der Brill Tramway erhalten. Die Met benötigte für Passagier- und Güterzüge stärkere Lokomotiven. 1915 erhielt sie von der Yorkshire Engine Company vier Loks der G Class (Achsfolge C2’). Kerr, Stuart and Company lieferte 1920/21 vier Loks der H Class (Achsfolge 2’B2’), die eine Höchstgeschwindigkeit von 121 km/h erreichten und hauptsächlich für Schnellzüge eingesetzt wurden. Für längere, schnellere und weniger häufig verkehrende Güterzüge erwarb die Met 1925 bei Armstrong-Whitworth sechs Loks der K Class (1’C2’); dabei wurden Teilesätze verwendet, die nach dem Ersten Weltkrieg im Rahmen eines Arbeitsbeschaffungsprogramms vom Royal Arsenal in Woolwich gefertigt wurden und ursprünglich für den Bau von 1’C-Lokomotiven der SECR-Klasse N vorgesehen waren. Südlich von Finchley Road war die K Class nicht zugelassen.
Zwei Dampflokomotiven sind erhalten geblieben: die Lokomotive 23 (A Class) wird im London Transport Museum ausgestellt, während die Lokomotive 1 (E Class) im Buckinghamshire Railway Centre beim früheren Bahnhof Quainton Road zu sehen ist.

### Wagen

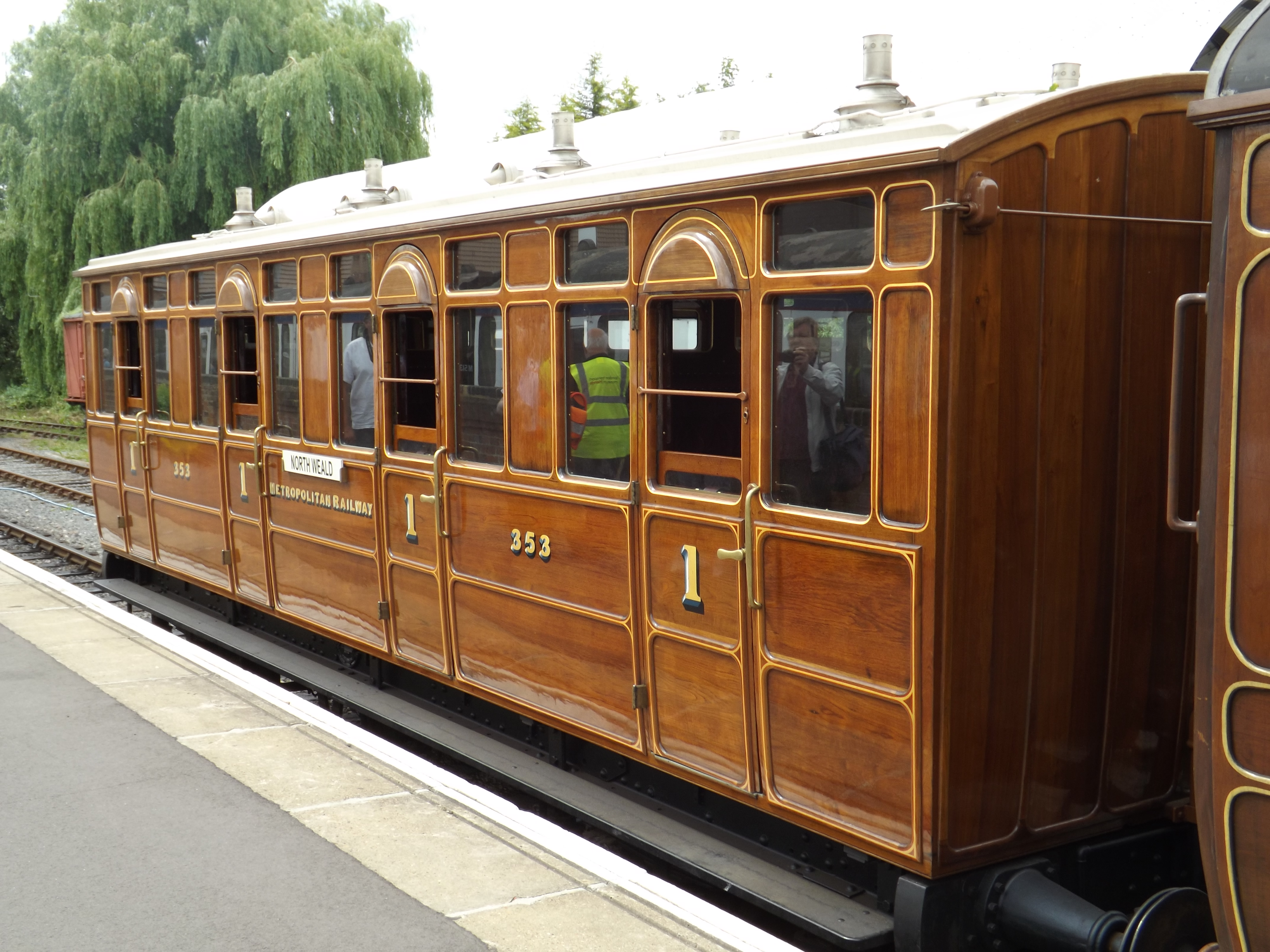
Jubilee-Wagen Nr. 353

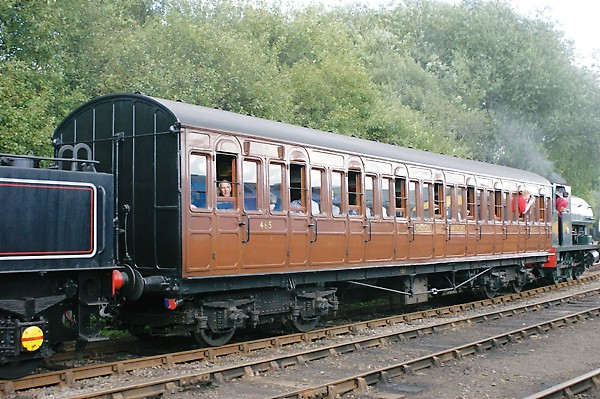
Dreadnought-Wagen 455

Bei ihrer Eröffnung besaß die Met keine eigenen Wagen, sodass solche der GWR und später der GNR zum Einsatz kamen. Die GWR verwendete vierachsige Abteilwagen aus Teakholz. 1864 erhielt die Met ihre ersten eigenen Wagen, hergestellt von der Ashbury Railway Carriage and Iron Company, die auf dem GWR-Design basierten, aber normal- statt breitspurig waren. Sie verfügten über eine Gasbeleuchtung – zwei Lampen in den Abteilen der ersten, eine in denen der zweiten und dritten Klasse. Anfänglich waren die Wagen mit hölzernen Bremsklötzen ausgestattet, die in den Zugführerabteilen an beiden Zugenden per Hand bedient wurden und einen charakteristischen Geruch verströmten. Ab 1869 konnten mit einer Kette die Bremsen aller Wagen bedient werden. Die Betätigung dieser Kettenbremse erfolgte bisweilen abrupt und verursachte bei einigen Fahrgästen Verletzungen, so dass man sie bis 1876 durch nichtselbsttätige Saugluftbremsen ersetzte. In den 1890er Jahren testete die Met in einigen Wagen auf der Ringlinie mechanische Stationsanzeiger, die durch eine zwischen den Gleisen angebrachte hölzerne Lasche ausgelöst wurden. Das System war unzuverlässig und erhielt keine Zulassung für den flächendeckenden Einsatz.
1870 baute die Oldbury Railway Carriage and Wagon Company einige zweiachsige, kurzgekuppelte Wagen mit starrem Achsstand. Nachdem sich 1887 mehrere Entgleisungen ereignet hatten, entwickelte die Cravens Railway Carriage and Wagon Company für die nordwestliche Stammstrecke einen neuen Wagentyp namens Jubilee Stock. Die ebenfalls zweiachsigen Wagen mit starrem Achsstand waren 8,38 m lang und verfügten von Anfang an über Gasbeleuchtung und Saugluftbremsen, später erhielten sie auch eine Dampfheizung. 1892 folgte eine weitere Serie dieser Bauart, doch wurden sie bis 1912 aus dem Verkehr gezogen. Nach einer Anweisung des Board of Trade verfügten sämtliche Wagen und Lokomotiven bis Mai 1893 über Saugluftbremsen. Ein Jubilee-Stock-Erstklasswagen wurde anlässlich der 150-Jahr-Feier 2013 für den Einsatz von Nostalgiezügen restauriert.
1898 baute Ashbury die ersten Drehgestellwagen, zwei Jahre später folgten Cravens und die Met (im Eigenbau im Betriebswerk Neasden). Die neuen Wagen zeichneten sich einen höheren Fahrkomfort aus; in allen drei Klassen verfügten sie über Dampfheizung, elektrische Beleuchtung, gepolsterte Sitze und selbsttätig wirkende Saugluftbremsen. Ab 1906 baute die Met einige der Ashbury-Drehgestellwagen in elektrische Triebwagen um. Heute verfügt die Bluebell Railway über vier Wagen von Ashbury, während ein fünfter, in Neasden gebauter Wagen im London Transport Museum ausgestellt wird.
Die Konkurrenzsituation mit der Great Central Railway auf der nordwestlichen Stammstrecke bewog die Met ab 1910 dazu, bequemere Wagen des Typs Dreadnought Stock einzusetzen. Sie ließ 92 dieser hölzernen Abteilwagen bauen, ausgestattet mit Druckgasbeleuchtung und Dampfheizung. 1917 ersetzte elektrische Beleuchtung die Gaslampen und 1922 kamen elektrische Heizungen hinzu, um auch dann Wärme zu erzeugen, wenn der Zug mit einer elektrischen Lokomotive bespannt war. Üblicherweise bestand ein Zug aus fünf, sechs oder sieben Wagen. Schleifschuhe am ersten und letzten Wagen waren über eine durchgehende Leitung miteinander und mit der Lokomotive verbunden, um Stromschienenlücken und Weichenstraßen ohne Unterbrechung befahren zu können. Zwei Zugformationen verfügten über einen Pullmanwagen mit Platz für 19 Personen, in dem für einen Aufpreis Speisen erhältlich waren. Als einzige Wagen besaßen sie eine Toilette. Der Vintage Carriages Trust besitzt heute drei Dreadnought-Waggons.

### Elektrische Lokomotiven

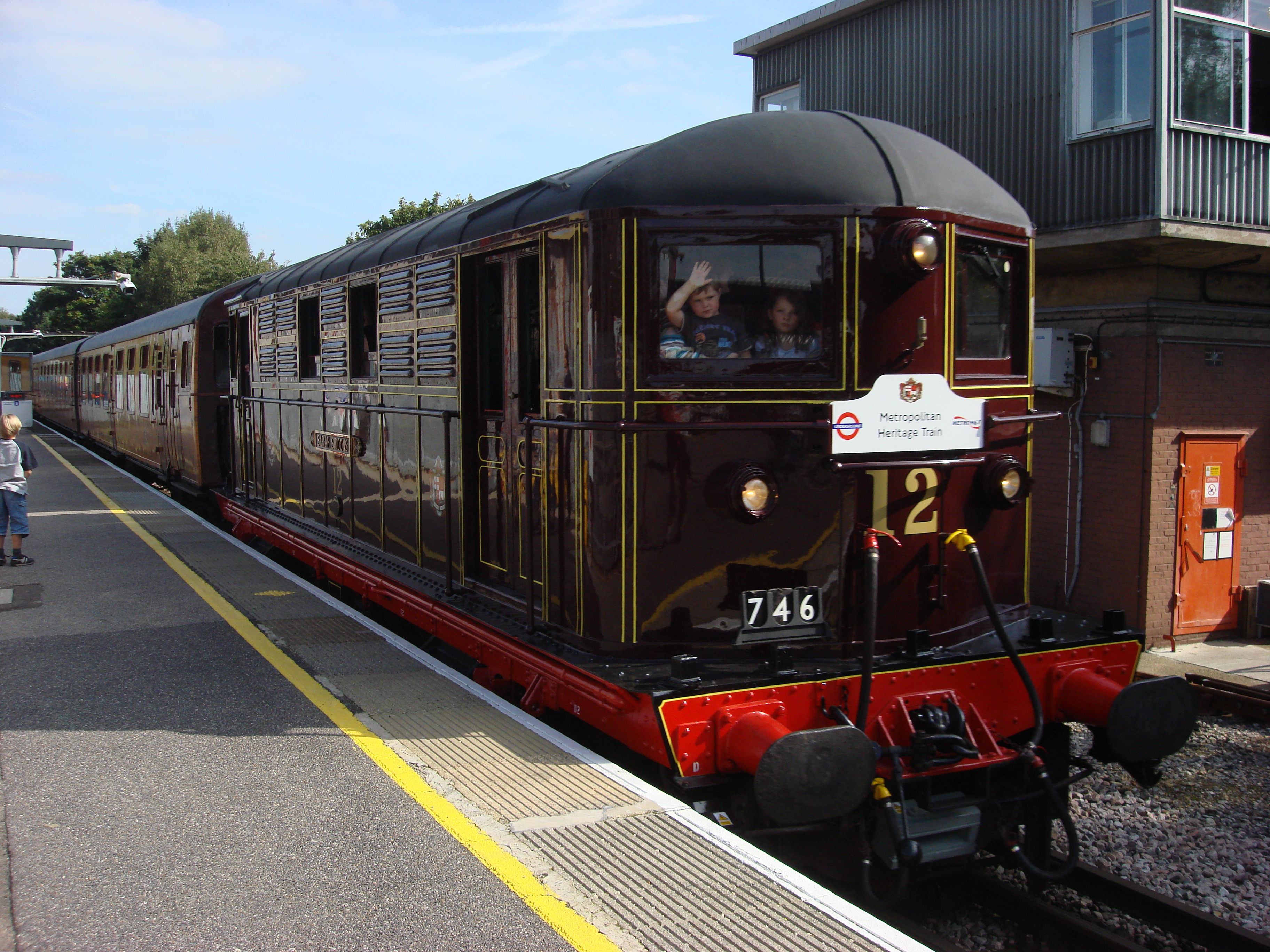
Metropolitan-Vickers Nr. 12

Nach der Elektrifizierung befuhren mit Elektrolokomotiven bespannte Abteilwagenzüge ab Baker Street die äußeren Vorortsstrecken, wobei diese Lokomotiven bei einem Zwischenhalt am Ende der elektrifizierten Strecken durch Dampflokomotiven ersetzt wurden. Die Met bestellte bei Metropolitan Amalgamated Carriage and Wagon 20 vierachsige Drehgestelllokomotiven mit zwei verschiedenenartigen elektrischen Ausrüstungen. Die ersten zehn mit Westinghouse-Steuerung kamen erstmals 1906 zum Einsatz. Diese „Kamelbuckel“-Loks mit zentral angeordnetem Führerstand wogen 50 Tonnen und besaßen vier Fahrmotoren mit einer Leistung von 215 PS (160 kW). Die Lokomotiven der zweiten Serie von 1907 im „Boxcar“-Design besaßen eine Steuerung von British Thomson-Houston und wogen 47 Tonnen; sie wurden 1919 durch den Westinghouse-Typ ersetzt.
In den frühen 1920er vergab die Met einen Auftrag an Metropolitan-Vickers, die 20 Elloks umzubauen. Als die Arbeiten an der ersten Lokomotive begannen, stellte sich heraus, dass dies unpraktisch und unwirtschaftlich war. Die Met änderte ihren Auftrag und wünschte nun neue Loks unter Wiederverwendung eines Teils der Originalausrüstung. Die neuen Loks wurden 1922/23 gebaut und nach berühmten Einwohnern Londons benannt. Sie wogen 61,5 Tonnen, hatten vier Motoren mit einer Leistung von 300 PS (220 kW); bei einer Stundenleistung von 1200 PS (890 kW) konnte eine Höchstgeschwindigkeit von 105 km/h erreicht werden. Zwei Lokomotiven von Metropolitan-Vickers sind erhalten geblieben: die Lokomotive. 5 „John Hampden“ wird im London Transport Museum ausgestellt, die Nummer 12 „Sarah Siddons“ ist betriebsfähig und kommt bei Nostalgiefahrten zum Einsatz.

### Elektrotriebwagen
Ihre erste Bestellung elektrischer Triebwagen gab die Met 1902 bei Metropolitan Amalgamated auf, genauer für 50 Beiwagen und 20 motorisierte Wagen mit Westinghouse-Ausrüstung. Diese Salonwagen wurden jeweils zu Sechswagenzügen zusammengestellt und boten Sitzplätze in der ersten und dritten Klasse an. Bei dieser Gelegenheit schaffte die Met die zweite Klasse ab. Der Zugang erfolgte über Gittertüren an den Wagenenden. Die Züge konnten getrennt werden und außerhalb der Hauptverkehrszeit als Dreiwageneinheiten verkehren konnten. Für die gemeinsam betriebene Strecke der Hammersmith & City Railway erwarben die Met und die GWR 20 Sechswagenzüge mit Thomson-Houston-Ausrüstung. 1904 bestellte die Met 36 weitere Trieb- und 62 Beiwagen. Probleme mit der Westinghouse-Ausrüstung führten dazu, dass die Met die Option auf 20 Trieb- und 40 Beiwagen zwar einlöste, aber auf Thomson-Houston-Ausrüstung bestand und auch noch leistungsfähigere Motoren einbauen ließ. Die stärker motorisierten Dreiwagenzüge kamen vor 1918 auf der Ringlinie zum Einsatz. Auf den oberirdischen Strecken wurden die Gittertüren als problematisch empfunden, so dass bis 1907 alle Wagen Vestibüle erhielten. Ab 1911 erhielten die auf der Ringlinie eingesetzten Wagen zwecks Beschleunigung des Ein- und Aussteigens zusätzliche Schiebetüren in der Mitte.
Einige der Ashbury-Drehgestellwagen wurden ab 1906 zu Triebwagen umgebaut, indem man sie mit passenden Führerständen, Steuerungseinrichtungen und Motoren ausstattete. 1910 ließ die Met zwei motorisierte Wagen an beiden Enden mit Führerständen ausrüsten. Sie verkehrten zunächst als Pendelzüge zwischen Uxbridge und South Harrow, ab 1918 auf der Zweigstrecke nach Kensington (Addison Road) und schließlich von 1925 bis 1934 zwischen Watford und Rickmansworth. 1919 bestellte die Met 23 Trieb- und 20 Beiwagen. Es handelte sich dabei um Salonwagen mit Schiebetüren an beiden Enden und in der Mitte. Sie verkehrten auf der Ringlinie sowie auf der ELR nach New Cross. 1921 kamen nochmals 20 Trieb-, 33 Beiwagen und sechs Erstklass-Steuerwagen hinzu, die auf beiden Seiten über je drei doppelte Schiebetüren verfügten und auf der Ringlinie verkehrten.

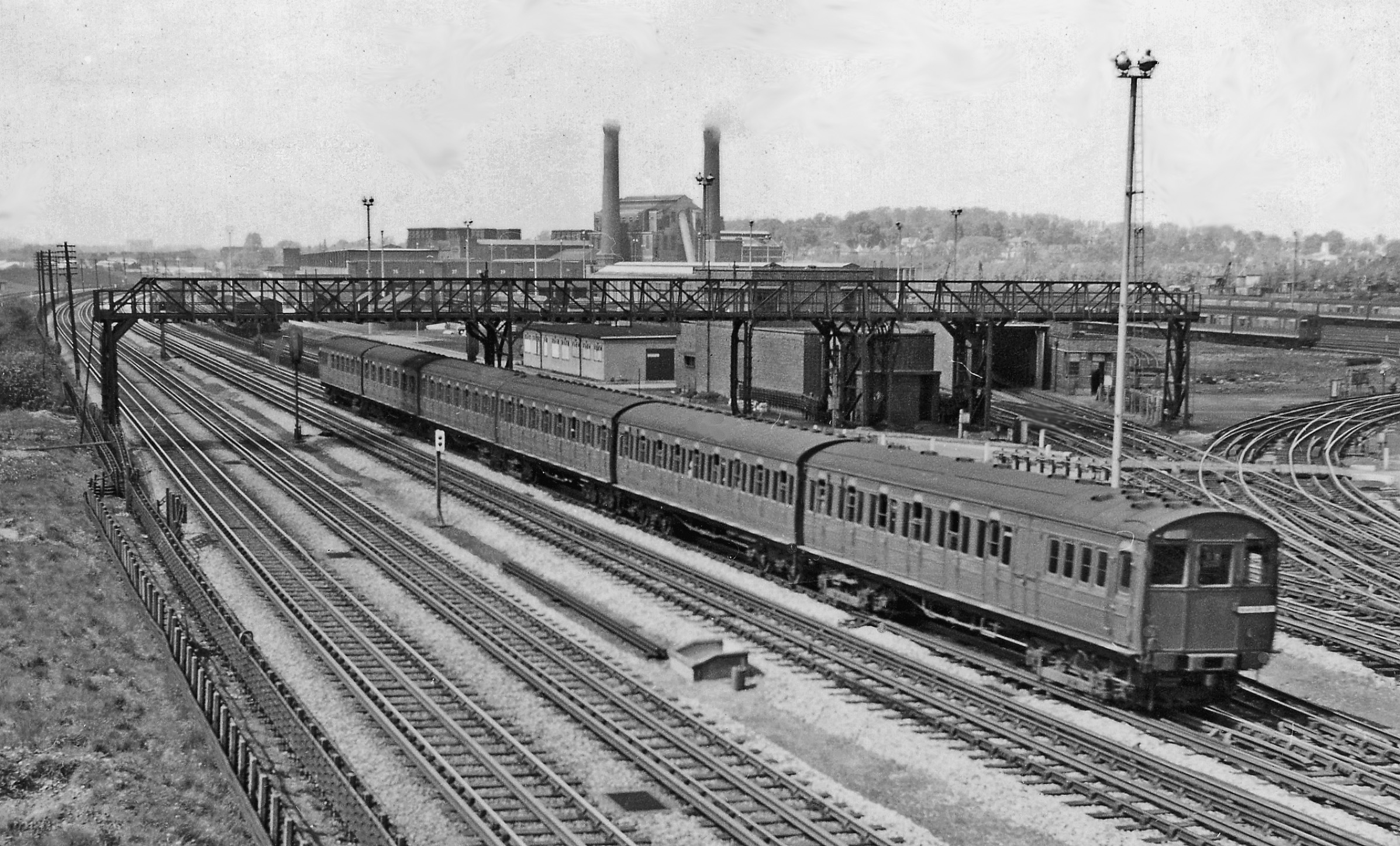
T-Stock-Wagen bei Neasden (1959)

Metropolitan Carriage and Wagon und die Birmingham Railway Carriage and Wagon Company bauten zwischen 1927 und 1933 Triebwagen mit Abteilen für den Einsatz zwischen dem Zentrum Londons und Watford bzw. Rickmansworth. Die erste Bestellung betraf nur Motorwagen; die eine Hälfte besaß Westinghouse-Bremsen, Steuerungen von Metro-Vickers und MV153-Motoren. Sie ersetzten die Motorwagen mit Drehgestell-Anhängern. Die übrigen Motorwagen hatten dieselben Motoren, verwendeten aber Saugluftbremsen und wurden zusammen mit umgebauten Dreadnought-Waggons von 1920/23 zu „MV“-Einheiten zusammengesetzt. 1929 bestellte die Met die „MW“-Serie, bestehend aus 30 Motorwagen und 25 Anhängern ähnlich wie bei den MV-Einheiten, aber mit Westinghouse-Bremsen. Eine weitere MW-Serie wurde 1931 bestellt, diesmal bei der Birmingham Railway Carriage and Wagon Company. Sie bildeten sieben 8-Wagen-Züge, während die restlichen dazu verwendet wurden, die MW-Züge der ersten Serie auf acht Wagen zu verlängern. Diese Wagen hatten WT545-Motoren von GEC; entgegen den Erwartungen funktionierten sie nicht reibungslos mit den MV153-Motorwagen zusammen. Nachdem die Met Teil von London Underground geworden war, wurden die MV-Wagen mit Westinghouse-Bremsen ausgestattet und die GEC-Motoren besser abgestimmt, so dass sie zusammen mit MV153-Motorwagen verkehren konnten. 1938 erhielten neun 8er- und zehn 6er-Einheiten mit MW-Wagen die neue Bezeichnung T Stock. Ein Beiwagen von 1904/05 steht im Museumsdepot Acton des London Transport Museum und die Spa Valley Railway besitzt zwei T-Stock-Wagen.